# Kalendarium inwazji Rosji na Ukrainę – październik 2022

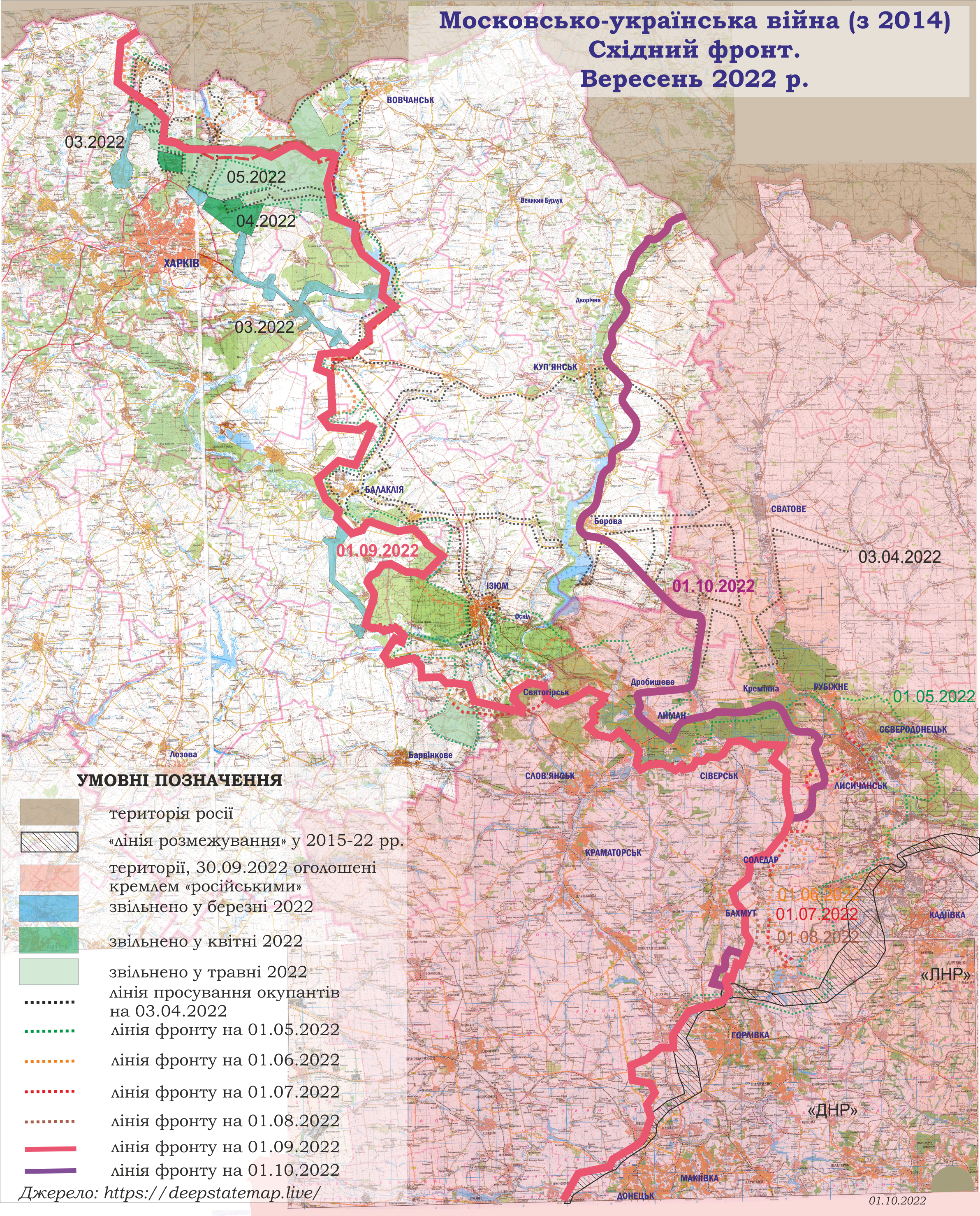
Front wschodni we wrześniu 2022 roku.

| 2022        | 2023        | 2024        | 2025    |
| ----------- | ----------- | ----------- | ------- |
| —           | styczeń     | styczeń     | styczeń |
| luty        | luty        | luty        |         |
| marzec      | marzec      | marzec      |         |
| kwiecień    | kwiecień    | kwiecień    |         |
| maj         | maj         | maj         |         |
| czerwiec    | czerwiec    | czerwiec    |         |
| lipiec      | lipiec      | lipiec      |         |
| sierpień    | sierpień    | sierpień    |         |
| wrzesień    | wrzesień    | wrzesień    |         |
| październik | październik | październik |         |
| listopad    | listopad    | listopad    |         |
| grudzień    | grudzień    | grudzień    |         |

## Październik 2022

### 1 października
Ukraińskie wojska wkroczyły do Łymanu w obwodzie donieckim i podniosły flagę ukraińską przy wjeździe do miasta; później Rosja potwierdziła, że popołudniu straciła kontrolę nad miastem. Rzecznik Wschodniego Zgrupowania Serhij Czerewatyj podał, że siły rosyjskie (ok. 5 tys. żołnierzy) zostały okrążone i „prawie wszyscy rosyjscy żołnierze rozmieszczeni w Łymanie zostali pomyślnie przerzuceni albo do worków na zwłoki, albo do ukraińskiej niewoli”. Według doniesień okrążone wojska miały prosić dowództwo o zgodę na odwrót, jednak bezskutecznie. Z kolei rosyjskie Ministerstwo Obrony poinformowało o wycofaniu swoich sił z miasta na „korzystniejsze” pozycje w związku z „ryzykiem okrążenia”. Serhij Czerewatyj potwierdził również, że odbito pięć miejscowości wokół Łymanu, tj. Jampil, Nowoseliwka, Szandryhołowe, Drobyszewe i Stawki. Sztab Generalny Ukrainy stwierdził, że siły rosyjskie koncentrowały się w obwodzie donieckim i dążyły do utrzymania zajętych terenów. W ciągu 24h Rosjanie przeprowadzili cztery ataki rakietowe, 16 nalotów i 75 ostrzałów na cele wojskowe i cywilne, najwięcej z nich miało miejsce na kierunku zaporoskim; podczas ataków używano także irańskich dronów Shahed 136. Z kolei na południowym froncie siły ukraińskie zabiły 64 rosyjskich żołnierzy oraz zniszczyli skład amunicji, 16 czołgów, dwie haubice samobieżne i 11 samochodów. Według gubernatora Ołeha Synjehubowa w rejonie Kupiańska odkryto cywilny konwój zaatakowany przez siły rosyjskie, w którym zginęły 24 osoby, w tym 13 dzieci.
Przywódca Czeczenii Ramzan Kadyrow, w reakcji na wycofanie się Rosjan z Łymanu, wezwał Władimira Putina do podjęcia „bardziej drastycznych środków”, w tym stanu wojennego i użycia broni jądrowej o małej mocy.
Ministerstwo Obrony Wielkiej Brytanii podało, że Rosjanie wycofali się z Łymanu w wyniku ukraińskiego ataku. Miasto było bronione przez osłabione jednostki z Zachodniego i Centralnego Okręgu Wojskowego oraz kontyngenty rezerwistów. Siły rosyjskie poniosły ciężkie straty podczas wycofywania się jedyną drogą, która była pod ich kontrolą. Zdaniem Ministerstwa „Łyman był ważny pod względem operacyjnym, ponieważ zapewniał kontrolę nad kluczowym przejściem drogowym przez rzekę Doniec, za którą Rosja próbowała umocnić swoją obronę”. Według Institute for the Study of War (ISW) zajęcie Łymanu przez Ukraińców sugerowało, że prezydentowi Putinowi bardziej zależało na utrzymaniu strategicznych terenów południowej Ukrainy. Mimo utraty obszarów w obwodzie charkowskim i wokół Łymanu Rosja nadal umacniała swoje pozycje w obwodach chersońskim i zaporoskim. Według ekspertów i urzędników ukraińskich odbicie miasta pozwoli siłom ukraińskim na wyzwalanie okupowanego obwodu ługańskiego. Rosja tworzyła także warunki do przekazania Zaporoskiej Elektrowni Jądrowej w Enerhodarze pod kontrolę Rosatomu. Tymczasem siły ukraińskie kontynuowały kontrofensywę w obwodzie chersońskim, przygotowując grunt pod przyszłe postępy. Z kolei Rosjanie przeprowadzili ataki lądowe w rejonach Bachmutu i Awdijiwki oraz kontynuowali ataki na ukraińskie zaplecze na południu kraju. Ponadto Rosja w dalszym ciągu starała się zmobilizować jak najwięcej rezerwistów w celu wysłania ich na wojnę, stosując przy tym dyskryminacyjne praktyki.

### 2 października

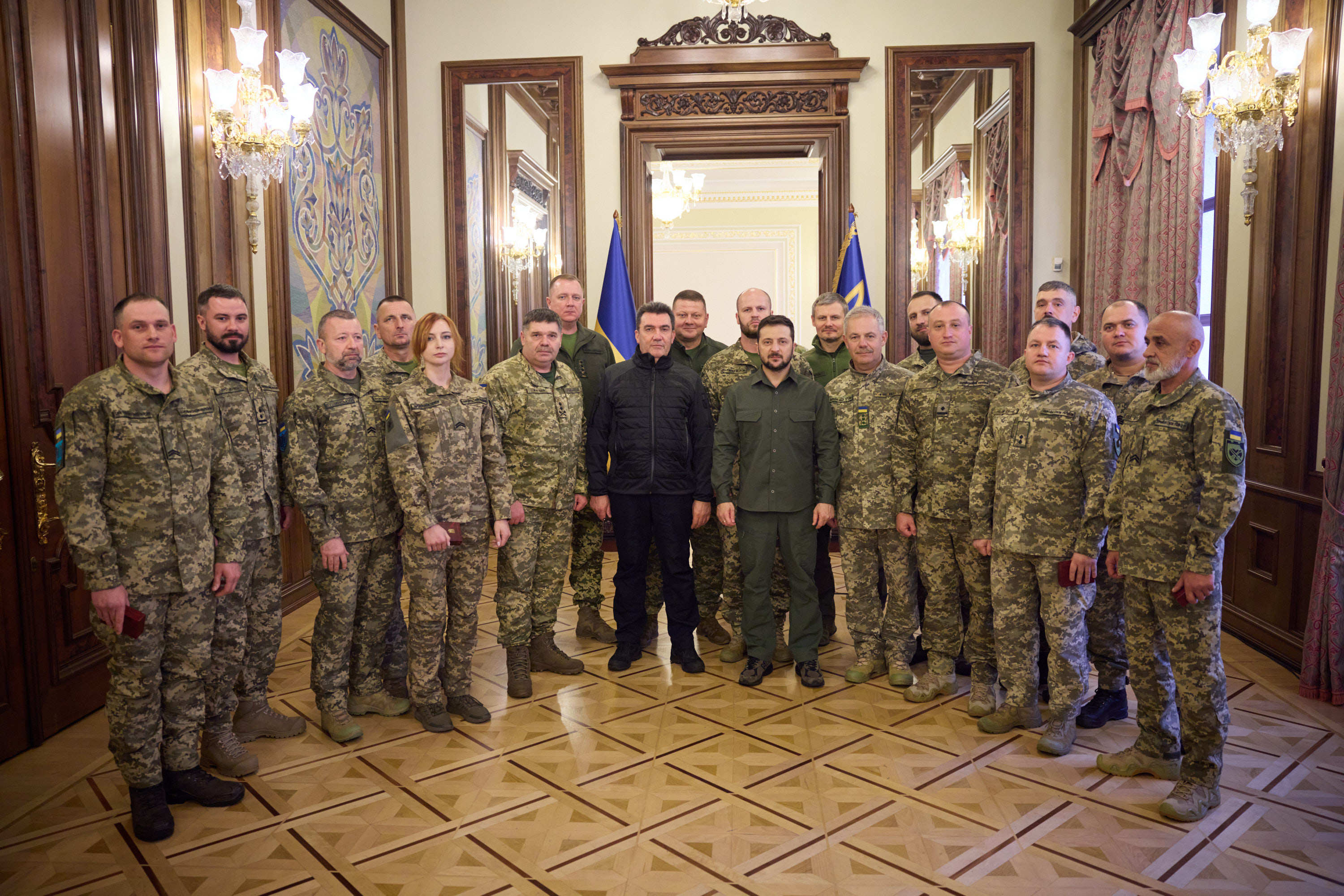
Spotkanie prezydenta Zełenskiego z żołnierzami Sił Obrony Terytorialnej SZ Ukrainy.

Ukraińska kontrofensywa przedarła się przez rosyjskie linie obronne na południowym froncie, zdobywając wiele miejscowości wzdłuż Dniepru; był to największy postęp ukraiński na południu kraju od początku inwazji. 
Następnie prezydent Wołodymyr Zełenski ogłosił, że wyzwolono dwie małe miejscowości w obwodzie chersońskim, Archangielskie i Myrolubiwkę. Według doniesień siły ukraińskie zajęły Chreszczeniwkę i Zołotę Bałkę oraz dotarły do wsi Dudczany. Z kolei SG Ukrainy poinformował, że Rosjanie ostrzeliwali pozycje ukraińskie wzdłuż linii frontu oraz prowadzili zwiad lotniczy i atakowali obiekty cywilne. W ciągu ostatniej doby przeprowadzili ponad 65 ostrzałów. Z kolei ukraińskie lotnictwo przeprowadziło 7 nalotów. Sztab potwierdził, że operacje w obwodzie zaporoskim poskutkowały zniszczeniem rosyjskiej bazy, trzech magazynów amunicji, ok. 20 sztuk sprzętu wojskowego i systemu S-300; ponad 250 rosyjskich żołnierzy zostało rannych.
W ocenie ISW ogłoszenie mobilizacji pokazało opinii publicznej w Rosji konsekwencje porażki wokół Charkowa i Łymanu, miażdżąc wysiłki władz rosyjskich, aby przedstawić wojnę na Ukrainie jako ograniczoną i skuteczną, co wywołało „dramatyczne zmiany” w przestrzeni informacyjnej. Według analityków wycofanie się z Łymanu wytworzyło więcej zamieszania i negatywnych doniesień w rosyjskich mediach niż odwrót się spod Kijowa, z Wyspy Wężowej i obwodu charkowskiego. Tymczasem siły ukraińskie wyzwalały kolejne miejscowości na wschód i północny wschód od Łymanu oraz wyzwoliły Torske w obwodzie donieckim; według rosyjskich źródeł Rosjanie wycofali się z pozycji na północny wschód od Łymanu do pozycji wokół Kreminny. Ukraińcy kontynuowali także podejście w kierunku miejscowości na wschód od Kupiańska, wyzwalając Kiszariwkę oraz wznowili atak w północnym obwodzie chersońskim i zajęli pozycje w Zołotej Bałce i Chreszczeniwce. Ponadto źródła rosyjskie podały, że siły ukraińskie wyzwoliły Szewczekiwkę i Lubymiówkę, spychając Rosjan na nowe pozycje obronne wokół Mychajliwki. Z kolei wojska rosyjskie kontynuowały nieudane ataki w okolicach Bachmutu, Wyimki i Awdijiwki oraz przeprowadziły ataki na Krzywy Róg i obwód mikołajowski przy użyciu dronów Shahed-136. Ponadto ukraińscy urzędnicy stwierdzili, że Rosjanie tworzyli dywizję strzelców zmotoryzowanych ze zmobilizowanych żołnierzy z Krymu, Kraju Krasnodarskiego i Republiki Adygei.

### 3 października

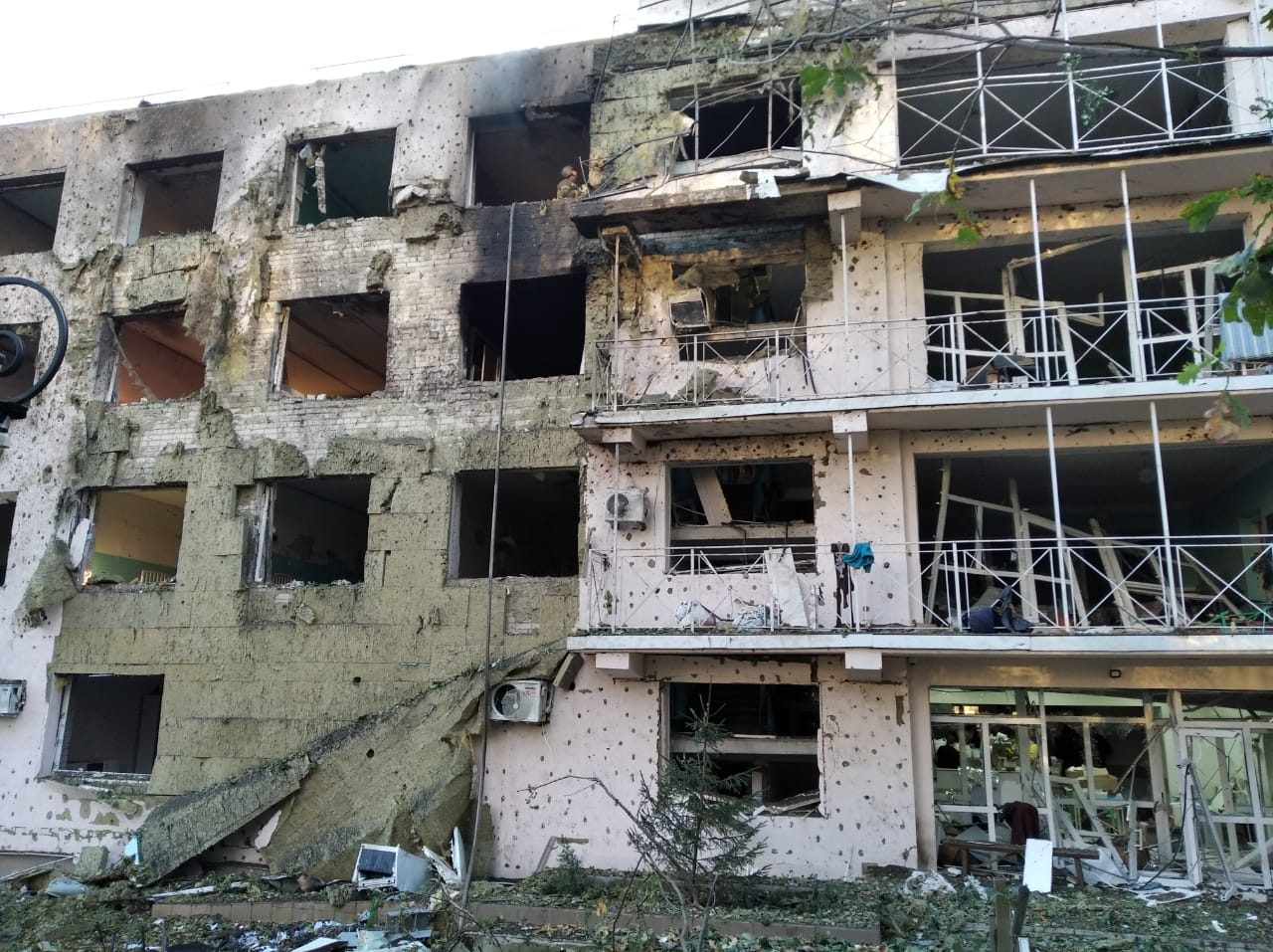
Centralny Szpital Miejski w Kupiańsku po rosyjskim nalocie; zginęła jedna osoba i jedna została ranna.

Siły ukraińskie odniosły kolejne sukcesy na froncie. Według doniesień w obwodzie chersońskim przełamali front i weszli ponad 20 km w głąb rosyjskich pozycji, zdobywając kilka miejscowości wzdłuż Dniepru i posuwając się dalej na południe w kierunku miejscowości Dudczany. Z kolei na wschodzie kraju Rosjanie zostali wypchnięci z północnej części obwodu donieckiego, a siły ukraińskie odbiły miejscowości Pidłyman, Borowa, Szyjkiwka, Drużelubiwka, Iziumśke, Terne i Jampoliwka. Ponadto Ukraińcy starali się atakować na wschód od Łymanu w kierunku Kreminnej. Według SG Ukrainy siły rosyjskie atakowali w okolicach Bachmutu i na zachód od Doniecka, jednak bez powodzenia. Z kolei armia ukraińska w ciągu ostatniej doby za pomocą artylerii zniszczyła kilka rosyjskich składów amunicji i punktów dowodzenia. Sztab poinformował również, że dowódcy rosyjscy zdecydowali o przerzuceniu na Ukrainę oddziałów Rosgwardii rozlokowanych w Syberyjskim Okręgu Wojskowym oraz rosyjskiego kontyngentu wojskowego z Syrii.
Według ISW władze Rosji w dalszym ciągu starały zrzucić z siebie odpowiedzialność za porażki armii na wschodzie Ukrainy, dokonując zmian na stanowiskach dowódców wojskowych (generała pułkownika Aleksandra Żurawlowa zastąpił generał porucznik Roman Bierdnikow na stanowisku dowódcy Zachodniego Okręgu Wojskowego). Instytut stwierdził, że „Władimir Putin może próbować przekierować rosnący gniew z powodu strat rosyjskich w obwodzie charkowskim i Łymanie, mianując nową osobę w Zachodnim Okręgu Wojskowym”. Tymczasem armia ukraińska 2 i 3 października poczyniła znaczne postępy na froncie, „konsolidując zdobycze wokół Łymanu i prawdopodobnie czyniąc postępy w kierunku granicy z obwodem ługańskim”; w ciągu 24h osiągnęli także duże postępy w północnym obwodzie chersońskim. Z kolei Rosyjscy urzędnicy stwierdzili, że Kreml zamierza najechać, zająć i nielegalnie zaanektować dodatkowe terytoria ukraińskie na południu i wschodzie oraz może zmienić deklarowane granice swoich okupowanych obszarów. Natomiast Duma Państwowa zatwierdziła nielegalne traktaty akcesyjne Kremla i wyznaczyła administracyjny harmonogram integracji nielegalnie zaanektowanego terytorium Ukrainy z FR.
Z kolei OSW podsumował wydarzenia po zdobyciu Łymanu, gdzie siły ukraińskie oskrzydliły Rosjan, doprowadzając do wycofania się ich z okolicznych miejscowości, a następnie z samego Łymanu. Pod sam koniec walk miasta miało bronić do 5,5 tys. żołnierzy z 2 Korpusu Armijnego i batalionów ochotniczych. Ukraińcy kontynuowali ataki na wschód, w kierunku Kreminnej; według doniesień mieli podejść pod miasto od południa oraz zająć lokalną drogę i przeprawę przez rzekę Żerebeć. Rosjanie próbowali ataków na Bachmut oraz na południe od Siewierska, północny zachód od Gorłówki oraz północny i południowy zachód od Doniecka. W obwodzie chersońskim Ukraińcy atakowali z powodzeniem w części graniczącej z obwodem dniepropetrowskim; zajęto także Archanhelśke i Myrolubiwkę. Na froncie trwały walki, jednak siły rosyjskie wycofywały się i tworzyły nową linię obrony kilkanaście km na południe wzdłuż zachodniego brzegu Dniepru. Siły ukraińskie atakowały także na łączeniu obwodów mikołajowskiego i chersońskiego, w tym na kierunku Chersonia. Rosyjska artyleria atakowała pozycje ukraińskie wzdłuż linii frontu. Wzrosło natężenie ataków na Zaporoże, Krzywy Róg, Mikołajów i Odessę. Atakowano także Nikopol, Oczaków, Kramatorsk i Słowiańsk. Z kolei Ukraińcy atakowali Rosjan w obwodach chersońskim i zaporoskim oraz w Donbasie; Głównym celem był Chersoń, Nowa Kachowka i zaplecze rosyjskie w obwodzie ługańskim.

### 4 października

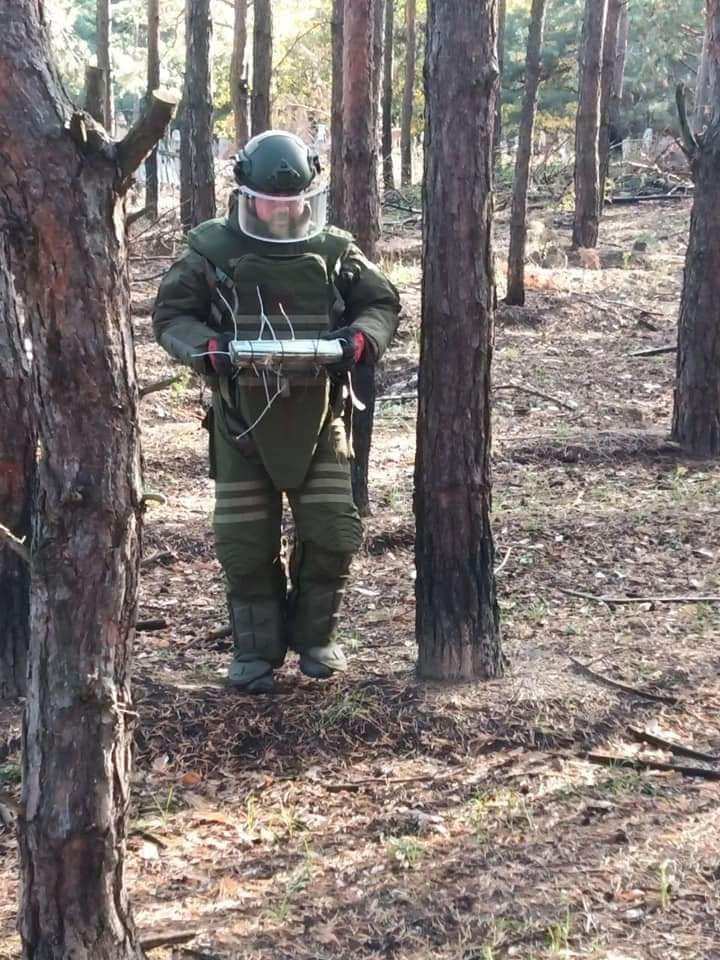
Blok kasetowy z minami przeciwpiechotnymi PFM-1, znaleziony i zneutralizowany przez saperów z DSNS.

Siły ukraińskie kontynuowały swoje postępy, prowadząc kontrofensywę na wschodzie i południu kraju. W obwodzie chersońskim, wojska rosyjskie wycofały się na południe na linie pomiędzy Dawydiw Brid nad rzeką Ingulec, a Dudczany nad Dnieprem. Ukraińcy odzyskali kontrolę nad licznymi miejscowościami na północ od Dniepru w obwodzie chersońskim, w tym Dawydiw Brid, Lubymiwkę, Zołotą Bałkę, Bilajiwkę, Ukrajinkę, Wełykę Ołeksandriwkę i Małą Ołeksandriwkę. Według Sztabu Ukrainy zaatakowano 30 rosyjskich obiektów wojskowych, z kolei Rosjanie „porzucali swoje pozycje, odchodzili na bezpieczną odległość, niszczyli zapasy amunicji, próbowali niszczyć mosty i przeprawy. Wszystko to miało na celu spowolnienie tempa ofensywy ukraińskich wojsk”. Ponadto mimo mobilizacji w Rosji nadal szkolono do walki więźniów w ramach prywatnych firm wojskowych, m.in. w „centrach szkoleniowych” w obwodzie ługańskim.
Stany Zjednoczone ogłosiły nowy 22. pakiet pomocy dla Ukrainy w wysokości 625 mln dolarów, obejmujący cztery systemy M142 HIMARS z amunicją, 16 haubic 155 mm i 75 tys. pocisków artyleryjskich 155 mm, 16 haubic 105 mm oraz 200 pojazdów MRAP International MaxxPro. Według rosyjskiego ministra obrony Siergieja Szojgu, od czasu ogłoszenia przez Rosję „częściowej mobilizacji” ponad 200 tys. osób zostało powołanych do służby wojskowej.
Prezydent Wołodymyr Zełenski podpisał dekret o nazwie "O nieważności czynów naruszających suwerenność i integralność terytorialną Ukrainy" w odpowiedzi na dokumenty podpisane przez prezydenta Putina, która uznawały niepodległość Krymu, republik ludowych DRL i ŁRL oraz zajętych obwodów zaporoskiego i chersońskiego.
Brytyjskie Ministerstwo Obrony podało, że Ukraina kontynuowała postępy podczas dwóch ofensyw, na froncie północno-wschodnim i południowym. W obwodzie charkowskim skonsolidowano duży obszar na wschód od rzeki Oskoł, a ukraińskie oddziały posunęły się ok. 20 km w głąb rosyjskich linii obronnych w kierunku węzła zaopatrzeniowego w Swatowem. Zdaniem Ministerstwa Ukraina prawdopodobnie uderzy większością swojej artylerii w ważną drogę Swatowe–Kreminna. W ocenie ISW Ukraińcy osiągali znaczne postępy w obwodzie chersońskim, jednocześnie kontynuując ofensywę w obwodach charkowskim i ługańskim; wyzwolono kilka miejscowości na wschodnim brzegu rzeki Ingulec, zmuszając siły rosyjskie do odwrotu w stronę Chersonia. Armia ukraińska atakowała również w kierunku południowym wzdłuż Dniepru, odcinając rosyjskie linie komunikacyjne na północy obwodu. Celem ukraińskich ataków były także rosyjskie obiekty wojskowe i węzły logistyczne, w wyniku czego Rosjanie nie mogli przerzucać rezerw i zaopatrzenia na swoje pozycje. Jednocześnie Ukraińcy robili postępy we wschodnim obwodzie charkowskim, przechodząc przez rzekę Oskoł i coraz większym stopniu zagrażając rosyjskim pozycjom w obwodzie ługańskim; według źródeł rosyjskich walki miały miejsce w okolicy drogi Swatowe–Kreminna. Z kolei siły rosyjskie kontynuowały ataki artyleryjskie i powietrzne na zachód od Hulajpola oraz w obwodach dniepropetrowskim i mikołajowskim. Ponadto prowadzili ataki w obwodzie donieckim. Natomiast przymusowa „częściowa mobilizacja” bardziej wpływała na wewnętrzną sytuację w Rosji niż na wojnę na Ukrainie, pogłębiając podziały wśród nacjonalistów i podważając narrację władz rosyjskich. Kreml nakazał także lokalnym władzom rosyjskim sfinansować część działań mobilizacyjnych z budżetów lokalnych.
Szef ukraińskiego Centrum Badań Wojskowo-Prawnych Ołeksandr Musijenko w wywiadzie dla Current Time TV stwierdził, że to siły ukraińskie narzucały scenariusz walki, natomiast „siły rosyjskie były w takim stanie, że nie mogły w równym stopniu utrzymać linii frontu, która wynosiła ok. 1 tys. km”. Dodał również, że strategia SZ Ukrainy, czyli „wyczerpywanie wroga, prowadzenie ataków na magazyny, logistykę i stanowiska dowodzenia wojsk rosyjskich, doprowadziła do tego, że Rosjanie zaczęli tracić przewagę w artylerii, której tak bardzo potrzebowali. Ich magazyny eksplodowały, a czasu na uzupełnianie i odrabianie strat nie było”.

### 5 października

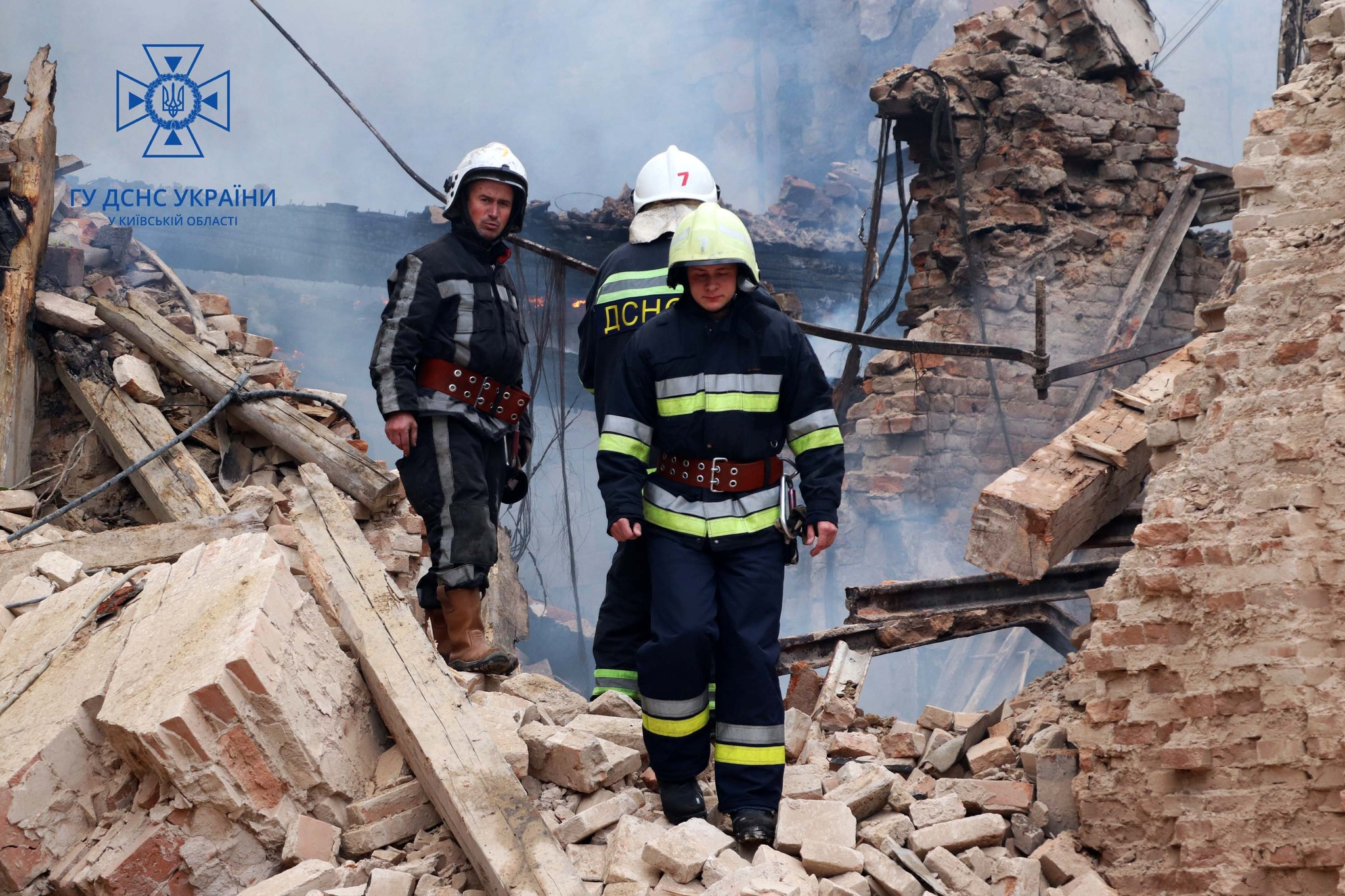
Wynik rosyjskiego nalotu dronów kamikaze na Białą Cerkiew.

Gubernator obwodu ługańskiego Serhij Hajdaj stwierdził, że rozpoczęła się operacja wyzwalania Ługańszczyzny, w wyniku której odbito już kilka miejscowości. Prezydent Wołodymyr Zełenski oświadczył, że zostały wyzwolone trzy miejscowości w obwodzie chersońskim, tj. Nowowoskresenśke, Nowohryhoriwka i Petropawliwka. Według SG Ukrainy siły rosyjskie stosowały taktykę spalonej ziemi podczas odwrotu, m.in. wysadzili tamę, w wyniku czego została zalana miejscowość Rajhorodok czy zaminowano główne obiekty infrastruktury w Swatowem. Rosjanie próbowali także powstrzymać ofensywę armii ukraińskiej, a na kierunkach bachmuckim i awdijiwskim kontynuowali swoje ataki. W ciągu doby przeprowadzili sześć ataków rakietowych, siedem nalotów i 23 ostrzały na obiekty cywilne i pozycje ukraińskie wzdłuż linii frontu. Z kolei Ukraińcy odparli ataki w okolicy Sołedaru, Bachmutskego, Jakowliwi, Odradiwki, Zajcewego, Bachmutu, Krasnohoriwki i innych. Lotnictwo ukraińskie przeprowadziło 11 nalotów, niszcząc jeden punkt obronny, pięć miejsc koncentracji sprzętu i pięć zestawów przeciwlotniczych, natomiast artyleria atakowała 19 pozycji rosyjskich, dwa magazyny amunicji i sześć zgrupowań artylerii.
Prorosyjski zastępca szefa obwodu chersońskiego Kirił Stremousow stwierdził, że siły rosyjskie przegrupowywały się w celu odwetu na armii ukraińskiej; dodał, że natarcie ukraińskie zostało „zatrzymane” i dlatego „nie było możliwości” przebicia się armii ukraińskiej do Chersonia. Rosjanie pozornie wycofywali się na ufortyfikowane pozycje wokół Nowej Kachowki. Według doniesień rosyjscy oficerowie (ale nie żołnierze) wycofywali się ze Snihuriwki.
Brytyjskie MON poinformowało, że Ukraina 2 października rozpoczęła nową fazę ofensywy w obwodzie chersońskim. Posuwając się na południe, Ukraińcy przesunęli linię frontu o 20 km i zdobyli pozycje wzdłuż wschodniego brzegu rzeki Ingulec i zachodniego brzegu Dniepru, z kolei Rosjanie głównie się wycofywali. Dowództwo rosyjskie prawdopodobnie dostrzegło zagrożenie w okolicy Nowej Kachowki, a jedyna przeprawa na tym obszarze, pozwalająca na zaopatrywanie wojsk, była uszkodzona. Z kolei do obrony Chersonia zaangażowano większość mocno osłabionych sił powietrznodesantowych; ponadto Rosja nie miała wystarczających sił do ustabilizowania frontu, w wyniku czego zamierzała wysłać tam zmobilizowanych rezerwistów. Według ISW nasilająca się krytyka „częściowej mobilizacji” w Rosji może doprowadzić do zrobienia z ministra obrony Siergieja Szojgu „kozła ofiarnego”. Instytut stwierdził, że „Putin prawdopodobnie wstrzyma się ze zwolnieniem Szojgu tak długo, jak będzie mógł, aby dalej obwiniać go za ciągłe niepowodzenia militarne i budować poparcie wśród innych frakcji”. Prezydent Rosji wprowadził także dekret, który odroczał mobilizację wojskową wśród studentów. Tymczasem ukraińska kontrofensywa na wschodzie kraju przeniosła się na obwód ługański. Siły ukraińskie skonsolidowały swoje pozycje i przegrupowały się w północnym obwodzie chersońskim po zrobieniu znacznych postępów w ciągu 48h. Źródła rosyjskie donosiły o przygotowaniach do ofensywy ukraińskiej na północny zachód, zachód i północny wschód od Chersonia. Z kolei Rosjanie kontynuowali ataki lądowe w obwodzie donieckim. Ponadto Władimir Putin podpisał dekret, na mocy którego Zaporoska Elektrownia Jądrowa została formalnie uznana za własność Rosji.
OSW podał, że Rosjanie prowadzili ostrzał pozycji ukraińskich na całej linii frontu i miejscowości, w tym Dniepru, Charkowa, Kramatorska, Słowiańska, Zaporoża, Nikopolu, Mikołajowa i Białej Cerkwi. Rosjanie atakowali jedynie w obwodzie donieckim, na innych kierunkach prowadzono skuteczną obronę. W obwodzie chersońskim Rosjanie formowali linie obronne na wysokości miejscowości Myłowe–Borozenśke, aby nie dopuścić do otoczenia przez Ukraińców Berysławia i Nowej Kachowki. W obwodzie charkowskim armia ukraińska prowadziła skuteczne ataki. SG Ukrainy potwierdził oswobodzenie Borowej, Bohusławki i Boriwśkej Andrijiwki, jak również Iziumśkego i Olhiwki. Postępy sił ukraińskich były kontynuowane w kierunku miasta Swatowe, którego próba odbicia zostanie prawdopodobnie zrealizowana z dwóch kierunków, od strony Kupiańska i Łymanu. Rosjanie przygotowywali także obronę na linii Swatowe–Kreminna, aby zachować kontrolę nad trasą R-66, mającą duże znaczenie dla rosyjskiego zaopatrzenia.

### 6 października

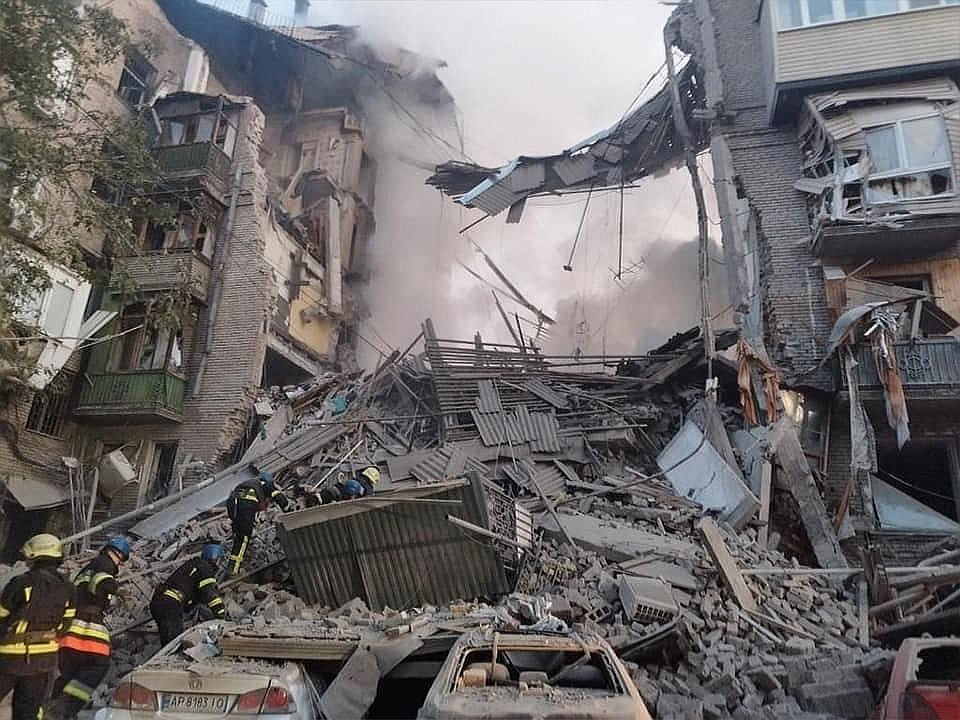
Jeden z budynków mieszkalnych w Zaporożu po rosyjskim ostrzale; trzy osoby zginęły, a kilkanaście zostało rannych.

Siły ukraińskie odzyskały kontrolę nad miejscowością Hluszkiwka na wschodnim brzegu Oskołu. Na południe od Bachmutu zdobyły Mikołajówkę i ruszyły na północ w kierunku Zajcewego. Z kolei w regionie Chersonia pod kontrolę ukraińską wróciła Tryfoniwka. Walki toczyły się na południu i wschodzie Ukrainy. Wojska ukraińskie nadal posuwały się na wschód, w kierunku okupowanego przez Rosjan węzła komunikacyjnego Swatowe. Później Rosja poinformowała o zajęciu miejscowości Zajcewe. Dowództwo Operacyjne "Południe" podało, że ukraińskie lotnictwo przeprowadziło siedem nalotów na pozycje wroga, a artyleria przeprowadziła 347 misji ogniowych, w wyniku których zginęło 105 rosyjskich żołnierzy oraz zniszczono osiem czołgów, 18 haubic i haubicę samobieżną. Z kolei Rosjanie ostrzelali kilka ukraińskich miast; siedem rakiet trafiło w budynki mieszkalne w centrum Zaporoża, w wyniku czego zginęły trzy osoby, a 12 zostało rannych. Sześciokrotnie ostrzelano rejon nikopolski przy pomocy artylerii i wyrzutni rakiet, z kolei na Nikopol spadło 40 pocisków, które uszkodziły kilka bloków mieszkalnych, ok. 10 domów, gazociąg i linię wysokiego napięcia. 
Sztab ukraiński podał, że od początku inwazji Białoruś wysłała armii rosyjskiej 250 wagonów z amunicją, która trafiła m.in. na front w obwodach donieckim i chersońskim. Natomiast ogromne ilości amunicji pozostawionej przez siły rosyjskie, które zostały znalezione podczas ukraińskiej kontrofensywy, pozwoliły na uzupełnienie niemal wyczerpanych zapasów amunicji armii ukraińskiej, zwłaszcza pocisków artyleryjskich.
Wywiad kanadyjski stwierdził, że armia ukraińska przesunęła front o ok. 20 km a ich postępy „będą trwałe” ze względu „na wyczerpanie i ograniczone możliwości zaopatrzenia” sił rosyjskich oraz „brak możliwości do przeprowadzenia kontrataku” Brytyjskie Ministerstwo Obrony stwierdziło, że dużą część sprzętu sił ukraińskich stanowi ten przejęty od Rosjan. Od początku konfliktu Ukraińcy zdobyli „co najmniej 440 rosyjskich czołgów podstawowych i ok. 650 innych pojazdów opancerzonych”; Połowa czołgów używanych przez Ukrainę to prawdopodobnie sprzęt przechwycony. Zdaniem Ministerstwa niezdolność Rosjan do niszczenia nieuszkodzonego sprzętu przed wycofaniem się lub poddaniem wskazywało na słaby stan wyszkolenia. W przypadku, gdy oddziały rosyjskie były mocno osłabione i coraz bardziej zdemoralizowane, Rosja dalej będzie tracić sprzęt. W opinii ISW drony z Iranu nie przyniosły Rosji asymetrycznych wyników, jakie zachodnie uzbrojenie dało Ukrainie; drony prawdopodobnie nie będą miały większego wpływu na przebieg wojny. Według generała Ołeksija Hromowa Rosjanie użyli 86 dronów Shahed 136, z czego 60% zostało zniszczonych przez siły ukraińskie. ISW stwierdziło, że Rosja nie używa dronów do ataku na kluczowe cele, lecz do atakowania celów cywilnych. Tymczasem Ukraińcy kontynuowali kontrofensywę na północnym wschodzie obwodu charkowskiego, w pobliżu Kupiańska i operacje zagrażające rosyjskim pozycjom wzdłuż drogi Kreminna–Swatowe w zachodnim obwodzie ługańskim. W północno-wschodnim obwodzie chersońskim siły rosyjskie tworzyły nowe pozycje po załamaniu się wcześniejszych linii obronnych. Rosjanie kontynuowali także ataki w obwodzie donieckim i osiągnęli pewne postępy w okolicach Bachmutu oraz kontynuowali ataki artyleryjskie i powietrzne na zachód od Hulajpola oraz w obwodach dniepropietrowskim i mikołajowskim. Ukraińskie Centrum Oporu podało, że Rosjanie rozpoczęli przymusową mobilizację Ukraińców w Kreminnie i Starobielsku.

### 7 października
Armia ukraińska wyzwoliła miejscowość Makiwka. Według SG Ukrainy Rosjanie w dalszym ciągu starali się utrzymać okupowane terytoria i koncentrowali swoje wysiłki na próbach zakłócenia działań armii ukraińskiej, jednocześnie prowadząc ataki na kierunkach Bachmutu i Awdijiwki. Siły ukraińskie odparły rosyjskie ataki na 13 miejscowości. W ciągu ostatnich 24h siły rosyjskie przeprowadziły osiem ataków rakietowych, 15 nalotów i 70 ostrzałów. Natomiast krótko po północy czasu lokalnego w Charkowie miała miejsce seria eksplozji. Ponadto według mediów władze na Kremlu zdymisjonowały  dowódcę Wschodniego Okręgu Wojskowego generała pułkownika Aleksandra Czajkę, którego zastąpił generał porucznik Rustam Muradow.
Według ISW w rosyjskiej przestrzeni informacyjnej pojawiły się doniesienia o podziałach i tworzeniu się frakcji na Kremlu. W związku z wojną na Ukrainie wizerunek Władimira Putina został osłabiony i podważono stabilność jego reżimu. Tymczasem siły ukraińskie kontynuowały operacje kontrofensywne wzdłuż drogi Kreminna–Swatowe w zachodniej części obwodu ługańskiego. Z kolei Rosjanie kontynuowały ataki lądowe w obwodzie donieckim i tworzyli nowe pozycje obronne w północnym obwodzie chersońskim. Źródła ukraińskie i rosyjskie donosiły także o bitwach na północ i północny zachód od Chersonia. Władze rosyjskie w obwodzie donieckim nadal przymusowo wcielały ukraińskich cywilów do wojska, mimo zapewnień władz Rosji, że mieszkańcy zaanektowanych obszarów nie będą objęci mobilizacją. Ponadto ukraińscy urzędnicy w obwodzie charkowskim nadal odkrywali rosyjskie miejsca tortur i inne przypadki łamania praw człowieka.

### 8 października
Rzecznik SG Ukrainy Ołeksandr Sztupun stwierdził, że siły rosyjskie przeprowadziły ok. 40 ataków, z czego najwięcej miało miejsce na kierunkach bachmuckim i awdijewskim; 30 ataków zostało odpartych przez Ukraińców. Według prezydenta Zełenskiego w okolicy Bachmutu toczyły się zacięte walki, w których brała udział m.in. 93 Samodzielna Brygada Zmechanizowana. W ciągu ostatniej doby Rosjanie przeprowadzili trzy ataki rakietowe, 26 nalotów i 75 ostrzałów, atakując obiekty cywilne w ponad 30 miejscowościach. Zaporoska Elektrownia Jądrowa została odłączona od zewnętrznego źródła zasilania przez rosyjski ogień, w wyniku czego zasilanie awaryjne elektrowni uruchomiło się automatycznie. Ponadto generał Siergiej Surowikin został mianowany nowym głównodowodzącym wojsk rosyjskich na Ukrainie.
Około 6:07 czasu moskiewskiego na moście krymskim doszło do eksplozji, która zniszczyła część mostu drogowego, skutkując zawaleniem się przęseł jednej z jezdni. Z kolei pociąg towarowy składający się z wagonów cystern zapalił się na moście kolejowym biegnącym nad autostradą. Według źródeł rosyjskich zginęły trzy osoby oraz wstrzymano ruch drogowy i kolejowy. W późniejszym czasie most został otwarty dla małego ruchu drogowego na jednej z jezdni i część ruchu kolejowego. Według agencji Interfax-Ukrajina była to operacja specjalna Służby Bezpieczeństwa Ukrainy. Brytyjskie Ministerstwo Obrony podało, że wybuch na moście spowodował uszkodzenie przeprawy drogowej i kolejowej. Dwa z czterech pasów jezdni zapadły się w kilku miejscach na długości ok. 250 m; przejazdy przez dwa pasy wznowiono, jednak ich przepustowość była poważnie ograniczona. Z kolei uszkodzenia przejazdu kolejowego były niepewne, lecz prawdopodobnie będą miały wpływ na logistykę sił rosyjskich w południowej Ukrainie.
Według ISW eksplozja na moście krymskim nie zakłóci trwale rosyjskich linii komunikacyjnych, jednak utrudni logistykę i doprowadzi do opóźnień w transporcie żołnierzy, sprzętu i zaopatrzenia na Krym. Siergiej Aksionow stwierdził, że jeden z pasów ruchu drogowego został otwarty dla samochodów i autobusów, natomiast ciężarówki musiały korzystać z promu. Według ukraińskich i rosyjskich doniesień władze Rosji podjęły kroki przeciwko wysokiej rangi wojskowym po eksplozji na moście, z kolei ukraiński wywiad wojskowy poinformował, że w Moskwie miały miejsce „liczne aresztowania wojskowych”. Tymczasem źródła rosyjskie podały, że armia ukraińska kontynuowała kontrofensywę w obwodach charkowskim i ługańskim. Z kolei siły rosyjskie kontynuowały tworzenie pozycji obronnych w północnym obwodzie chersońskim oraz atakowały miejscowości w okolicach Bachmutu, Awdijiwki i na zachód od Doniecka.

### 9 października

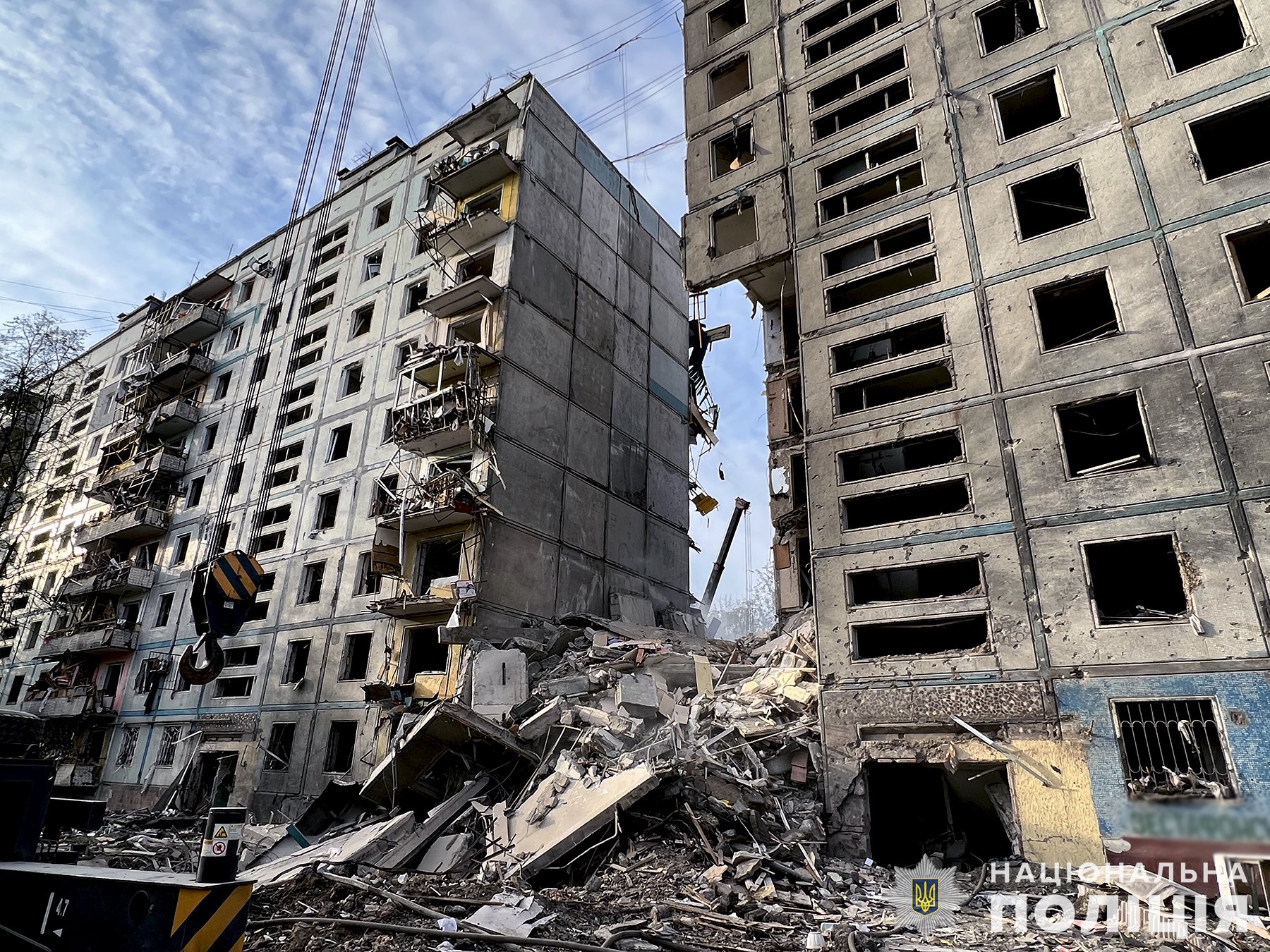
9-piętrowy blok w Zaporożu po rosyjskiej ataku rakietowym.

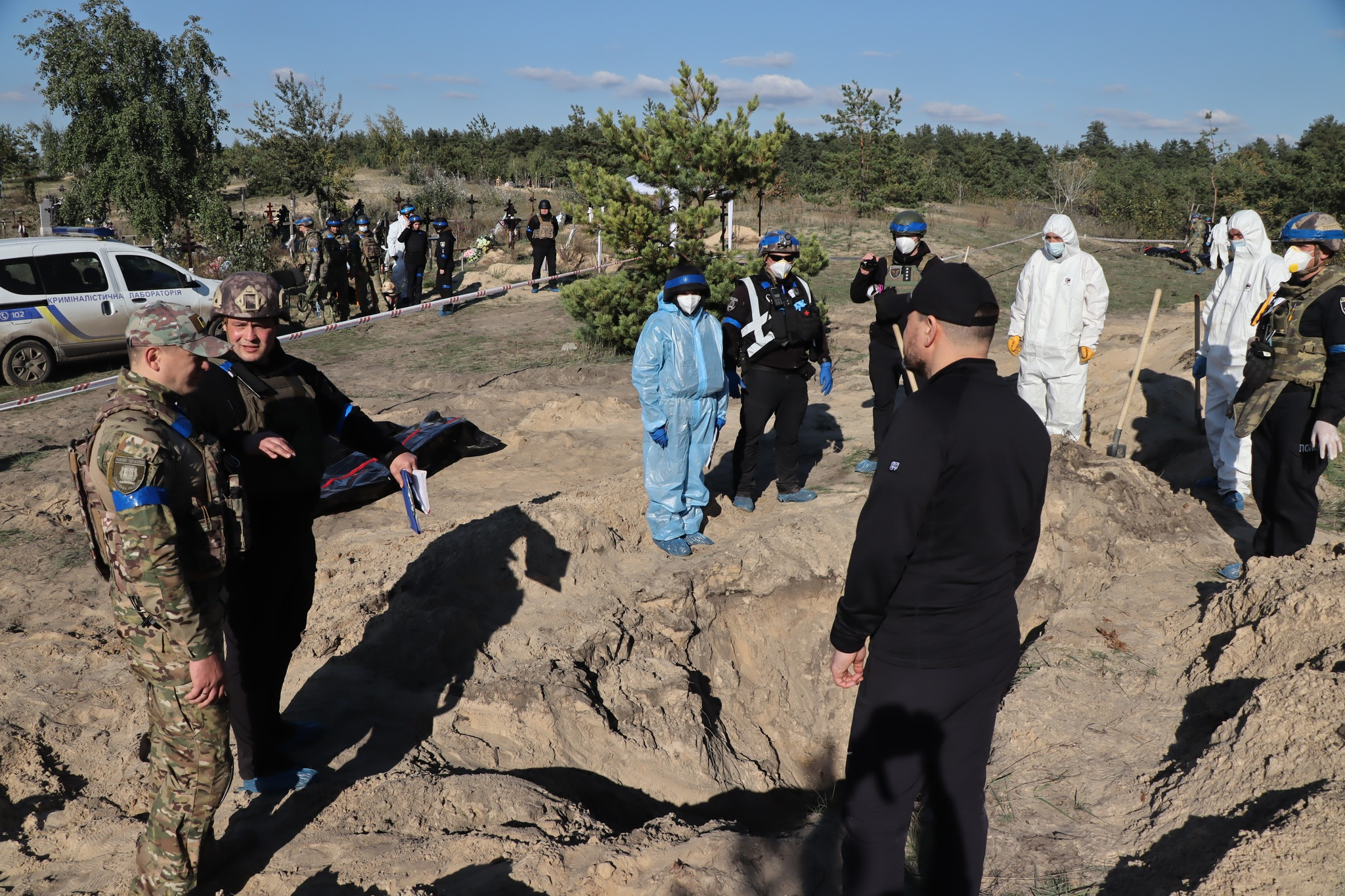
Ekshumacja ciał z masowych grobów w Łymaniu. Według wstępnych informacji w jednym pochowano ok. 200 cywilów, a w innym miejscu odnaleziono grób żołnierzy ukraińskich.

Według gubernatora Serhija Hajdaja Ukraina odbiła siedem miejscowości rejonie swatowskim w obwodzie ługańskim, w tym Nowolubiwkę, Newśke, Hrekiwkę, Nowojehorówkę, Nadię, Andriówkę i Stelmachiwkę. SG Ukrainy podał, że w ciągu ostatnich 24h siły rosyjskie przeprowadziły pięć ataków rakietowych, 12 nalotów i 30 ostrzałów, atakując „obiekty infrastruktury krytycznej i osiedla mieszkalne” oraz pozycje ukraińskie i obiekty cywilne wzdłuż linii frontu; na kierunkach bachmuckim i awdijiwskim Rosjanie przeprowadzili ataki lądowe. W wyniku ostrzału najbardziej ucierpiało miasto Zaporoże, na które wystrzelono co najmniej 16 rakiet manewrujących i lotniczych; zginęło 13 osób, a 89 zostało rannych oraz zostało zniszczonych pięć domów prywatnych i ok. 40 zostało uszkodzonych. Z kolei ukraińskie lotnictwo przeprowadziło dziewięć nalotów, trafiając w siedem miejsc koncentracji sprzętu i trzy kompleksy przeciwlotnicze, natomiast artyleria zaatakowała trzy rosyjskie punkty dowodzenia i dwa miejsca koncentracji żołnierzy i sprzętu. Sztab podał także, że władze rosyjskie prowadziły „rozmowy z krajami trzecimi w sprawie zakupu pocisków artyleryjskich, moździerzowych i części do wieloprowadnicowych wyrzutni rakietowych”, z kolei Białoruś miała wysłać do Rosji kolejne 13 pociągów z amunicją. Według ukraińskich wojskowych w ramach kontrofensywy w rejonie Chersonia do tej pory wyzwolono 1170 km².
Brytyjskie MON przekazało, że mimo ukraińskiej kontrofensywy na północnym wschodzie i południu Ukrainy priorytetem dla Rosji były działania ofensywne w centralnym Donbasie, zwłaszcza w okolicach Bachmutu. W ciągu ostatniego tygodnia Rosjanie posunęli się ok. 2 km w kierunku miasta, które doznało dużych zniszczeń w wyniku ostrzałów. Zdaniem Ministerstwa walczyły tam jednostki Grupy Wagnera, m.in. składające się z osób zrekrutowanych w rosyjskich więzieniach. W opinii ISW po eksplozji na moście krymskim Rosjanie zaczęli zdawać sobie sprawę, że wojna nie przebiega po ich myśli oraz pojawiła się bezpośrednia krytyka prezydenta Władimira Putina, który usiłował zrzucić winę na wysokiej rangi wojskowych. Tymczasem Ukraińcy kontynuowali posuwanie się na wschód od rzeki Oskoł w kierunku obwodu ługańskiego, gdzie weszli do Stelmachiwki (ok. 18 km na zachód od Swatowe) oraz odparli ponad 30 ataków w rejonie Bachmutu i Awdijiwki. Z kolei siły rosyjskie przeprowadziły nieudane ataki na Burdakę na granicy obwodu charkowskiego z Rosją i Terny na północny wschód od Łymanu. Źródła rosyjskie podały, że Rosjanie próbowali atakować w kierunku Ternowi Pody, ok. 30 km na północny zachód od Chersonia.

### 10 października

Mapa miejsc ostrzelanych przez Rosję.

Według SG Ukrainy armia rosyjska masowo ostrzeliwała ukraińskie miasta i infrastrukturę krytyczną, przeprowadzając 61 ataków rakietowych, 32 naloty i 92 ostrzały z wyrzutni rakietowych. 73 cele powietrzne zostały zniszczone przez ukraińską obronę przeciwlotniczą, w tym 46 pocisków manewrujących i 27 dronów. Armia ukraińska kontynuowała kontrofensywę. W ciągu ostatnich 24h Ukraińcy odparli ataki m.in. w okolicach Bachmutu i Sołedaru, gdzie trwały najcięższe walki. W obwodzie chersońskim zniszczono 15 pojazdów oraz hangar z rosyjskim sprzętem wojskowym. Lotnictwo przeprowadziło sześć nalotów, niszcząc cztery miejsca koncentracji broni i dwa systemy przeciwlotnicze, natomiast artyleria zaatakowała stanowisko dowodzenia, system rakietowy S-300 i magazyn amunicji.
W wyniku porannego zmasowanego ostrzału rakietowego na całym terytorium Ukrainy zginęło co najmniej 19 osób, a ok. 105 zostało rannych oraz została zniszczona infrastruktura w ponad 20 ukraińskich miastach, głównie w Kijowie, Lwowie, Żytomierzu, Tarnopolu, Chmielnickim, Konotopie, Charkowie, Krzywym Rogu, Zaporożu, Mikołajowie, Odessie, Dnieprze, Nikopolu, Słowiańsku i Iwano-Frankiwsku. Wystrzelono ponad 84 pociski (Rosja używała rakiet Ch-101, Ch-555, Kalibr, Iskander oraz systemów S-300 i Tornado), z czego 43 zostały zestrzelone przez siły ukraińskie (unieszkodliwiono także 13 z 17 dronów). Władimir Putin stwierdził, że Rosja przeprowadziła atak jako odwet za zaatakowanie mostu krymskiego, z kolei wywiad ukraiński podał, że ataki na Kijów i inne miasta były planowane jeszcze przed 3 października tegoż roku.
Prezydent Białorusi Alaksandr Łukaszenka zapowiedział utworzenie „wspólnego regionalnego zgrupowania wojsk” z Rosją, nie podając dokładnej lokalizacji. Łukaszenka uzasadnił ten krok zarzutem, że Ukraina planowała atak na Białoruś. Według  ISW systematycznie zmniejszały się zapasy rosyjskich pocisków, w wyniku czego Rosja nie będzie w stanie podtrzymać ataków o takim nasileniu przez długi czas. Putin stwierdził, że atak na ukraińskie miasta był odwetem za most krymski, jednak wywiad ukraiński ujawnił, że ostrzał był przygotowany już wcześniej, co sugerowało, że atak miał na celu o odwrócenie uwagi od niepowodzeń sił rosyjskich na wschodzie kraju. Zdaniem Instytutu Rosja może próbować wykorzystać rosyjskie wojska na Białorusi, aby związać siły ukraińskie w pobliżu Kijowa i zapobiec ich zaangażowaniu w kontrofensywach na wschodzie i południu Ukrainy. Tymczasem siły ukraińskie prawdopodobnie wyzwoliły już ponad 200 km² terytorium w zachodnim obwodzie ługańskim. Z kolei Rosjanie kontynuowali nieudane próby odzyskania utraconego terenu w północno-zachodnim obwodzie chersońskim, jednocześnie wzmacniając pobliskie pozycje osłabionymi i pospiesznie zmobilizowanymi jednostkami. Siły rosyjskie kontynuowały także ataki w obwodzie donieckim. Ponadto urzędnicy rosyjskiej administracji sprawdzali możliwości przeniesienia do 40 tys. osób z obwodu chersońskiego na Krym i do FR.
Z kolei OSW podał, że wojska ukraińskie poczyniły postępy na wschodzie kraju, zajmując kolejne miejscowości na granicy obwodów charkowskiego i ługańskiego. W obwodzie chersońskim miało miejsce przywracanie kontroli nad miejscowościami w północno-zachodniej części, z których wycofały się siły rosyjskie. Rosjanie zintensyfikowali ataki na Bachmut, dzięki czemu wyszli na jego północne i południowe obrzeża. Niepowodzeniem zakończyły próby ataków w rejonie Gorłówki, Awdijiwki i na zachód od Doniecka. Rosyjska artyleria (i lotnictwo) kontynuowała ataki na Charków, Mikołajów, Nikopol i Słowiańsk, na mniejsze miejscowości wzdłuż linii frontu, na zaplecze wojsk ukraińskich i rejony obwodów czernihowskiego i sumskiego. Z kolei ostrzał i bombardowania prowadzone przez Ukraińców obejmowały głównie pozycje i zaplecze rosyjskie w obwodach chersońskim i ługańskim.

### 11 października
Sztab Generalny Ukrainy przekazał, że siły rosyjskie w dalszym ciągu atakowali w kierunku Bachmutu i Awdijiwki, jednak bez powodzenia; w walkach uczestniczyli m.in. najemnicy z Grupy Wagnera. Na południu kraju Ukraińcy umocnili się w pięciu wyzwolonych wsiach w prawobrzeżnej części obwodu chersońskiego. W pobliżu miejscowości Suchanowe i Dudczany zniszczono m.in. rosyjski punkt dowodzenia i magazyn uzbrojenia. 

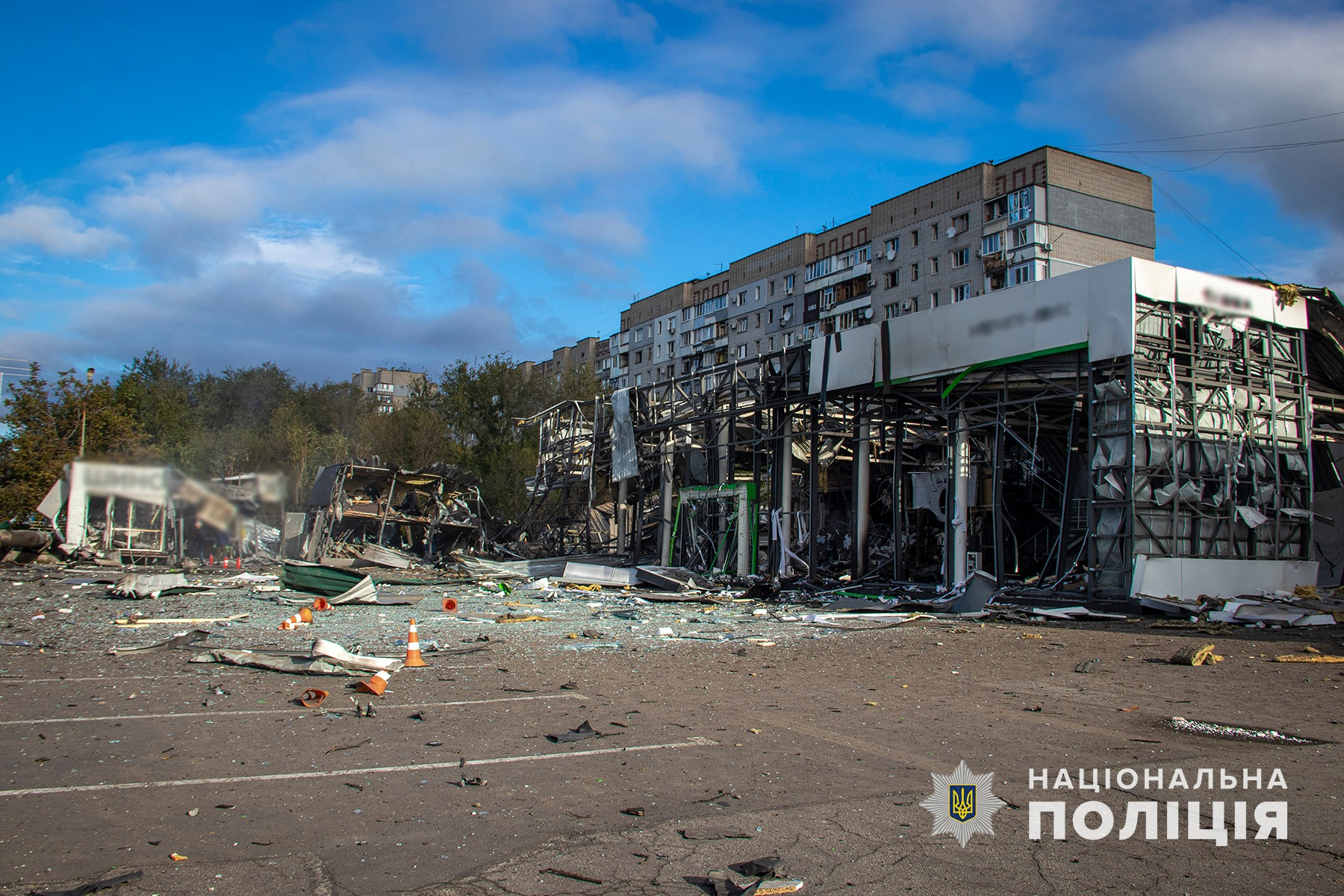
Zaporoże po rosyjskim ostrzale.

W nocy armia rosyjska ostrzelała miasto Nikopol, w wyniku czego dwie osoby zostały ranne oraz zniszczono 50 domów, linie energetyczne, dwa przedszkola i szkołę. Następnie w godzinach porannych Rosja przeprowadziła kolejny zmasowany ostrzał ukraińskich miast, w tym Kijowa, Lwowa, Odessy i Krzywego Rogu, wystrzeliwując 28 rakiet Ch-101 i Ch-555 z bombowców strategicznych Tu-95 i Tu-160; według prezydenta Zełenskiego zestrzelono 20 pocisków oraz większość z co najmniej 15 dronów. Ostrzelano także obwód zaporoski, w tym Zaporoże, Orichiw i Stepnohirśk z artylerii i wyrzutni rakiet; zginęło siedem osób i siedem zostało rannych. Pod ostrzałem znalazły się obiekty infrastruktury krytycznej w obwodzie winnickim, lwowskim, dniepropetrowskim, donieckim i zaporoskim.
Według ISW Rosja nie doprowadzi do „syrianizacji” wojny na Ukrainie, ponieważ siłom rosyjskim nie udało się osiągnąć wystarczającej przewagi w powietrzu, co uniemożliwi prowadzenie zmasowanych bombardowań dywanowych, jakie stosowała rosyjska armia podczas wojny domowej w Syrii. Ukraiński wywiad wojskowy donosił, że Białoruś przekazuje Rosjanom amunicję i inny sprzęt ze swoich magazynów (m.in. przekazano 20 czołgów T-72). Tymczasem Ukraińcy kontynuowali ofensywę na wschód od rzeki Oskoł w kierunku Kreminna–Swatowe oraz ataki w północnym i zachodnim obwodzie chersońskim. Siły ukraińskie kontynuowały również atakowanie rosyjskich zasobów wojskowych, technicznych i logistycznych oraz miejsc koncentracji wojsk w obwodzie chersońskim. Z kolei siły rosyjskie prowadziły ataki w obwodzie donieckim. Ponadto urzędnicy rosyjscy i administracja okupacyjna nadal prowadziły działania filtracyjne na terenach zajętych.

### 12 października
Ukraina wyzwoliła kolejne pięć miejscowości w obwodzie chersońskim, tj. Nowowasyliwkę, Nowohryhoriwkę, Nową Kamjankę, Tryfoniwkę i Czerwone. Na froncie północno-wschodnim siły rosyjskie próbowały od 11 października kontratakować z Kreminny w kierunku Łymanu, co doprowadziło ich do Torśke, jednak wojska ukraińskie powstrzymały atak, w wyniku czego Torśke i kilka innych miejscowości zostało odbitych. Według SG Ukrainy Rosjanie na niektórych odcinkach frontu w obwodzie donieckim otrzymali rozkaz tymczasowego wstrzymania ataków, w wyniku czego zmniejszyła się ich intensywność. Jednakże mimo to atakowali m.in. w okolicach Bachmutu. Z kolei Ukraińcy kontynuowali kontrofensywę w obwodzie chersońskim. W ciągu ostatnich 24h siły rosyjskie przeprowadziły 21 nalotów i 104 ostrzały z wyrzutni rakietowych, atakując obiekty infrastruktury krytycznej i cywilnej na terenie całego kraju. Ataki z użyciem pocisków lotniczych, rakietowych, manewrujących (i dronów) dotknęły ponad 40 miejscowości, w tym Mikołajów, Winnicę, Czerkasy, Czerniachów, Biłohoriwkę, Spirne, Pawliwkę, Myrne i Dawydiw Brid. Szef obwodowej administracji Pawło Kyryłenko podał, że rosyjskie wojska zaatakowały targowisko w Awdijiwce, zabijając co najmniej siedmiu cywilów i raniąc dziewięciu kolejnych.

Mapa pokazująca głosowanie krajów nad rezolucją Zgromadzenia Ogólnego ONZ ES-11/4.

Zgromadzenie Ogólne ONZ przyjęło rezolucję potępiającą „próbę nielegalnej aneksji” czterech regionów Ukrainy przez Rosję. Spośród 193 członków 143 głosowało za rezolucją; przeciw była Białoruś, Nikaragua, Korea Północna, Rosja i Syria. 35 państw, w tym Chiny, Indie, Pakistan, Kazachstan, Kirgistan, Tadżykistan i Uzbekistan (członkowie Szanghajskiej Organizacji Współpracy), wstrzymało się od głosu; dziewięć innych państw, w tym Iran, nie wzięło udziału w głosowaniu.
Według niezależnego portalu Ważnyje Istorii, powołującego się na rosyjskie źródła, Rosjanie stracili na Ukrainie ponad 90 tys. żołnierzy, zabitych podczas walk na froncie, zmarłych w szpitalach polowych, zaginionych i ciężko rannych. Brytyjskie MON poinformowało, że po wycofaniu się o ok. 20 km z terenów na północ od Chersonia, Rosjanie starali się umocnić nowe linie obrony na zachód od miejscowości Myłowe. W obwodzie nadal trwały ciężkie walki, szczególnie na odcinku zachodnim, gdzie siły rosyjskie utraciły naturalną barierę ochronną dla swoich wojsk. Większość sił walczących w tym regionie stanowiły wyczerpane oddziały powietrznodesantowe. W opinii ISW Rosjanie mogli sprowadzić na Ukrainę personel związany z Korpusem Strażników Rewolucji Islamskiej, będącym głównym operatorem irańskich dronów; celem tego było szkolenie żołnierzy rosyjskich w obsłudze dronów Shahed-136. Rosja nasiliła także swoją kampanię informacyjną, której celem było fałszywe przedstawianie Ukrainy jako „państwa terrorystycznego” w odpowiedzi na wcześniejsze działania ukraińskie, dążące do tego samego. Tymczasem źródła rosyjskie donosiły, że siły ukraińskie kontynuowały kontrofensywę w kierunku Swatowe i Kreminny, natomiast Rosjanie kontynuowali działania obronne na tym obszarze. Podano również, że Ukraińcy przeprowadzili ataki w północno-zachodnim i zachodnim obwodzie chersońskim. Z kolei siły rosyjskie przeprowadziły ataki wokół Bachmutu i Awdijiwki oraz wzmacniały obronę w zachodnim obwodzie zaporoskim.

### 13 października

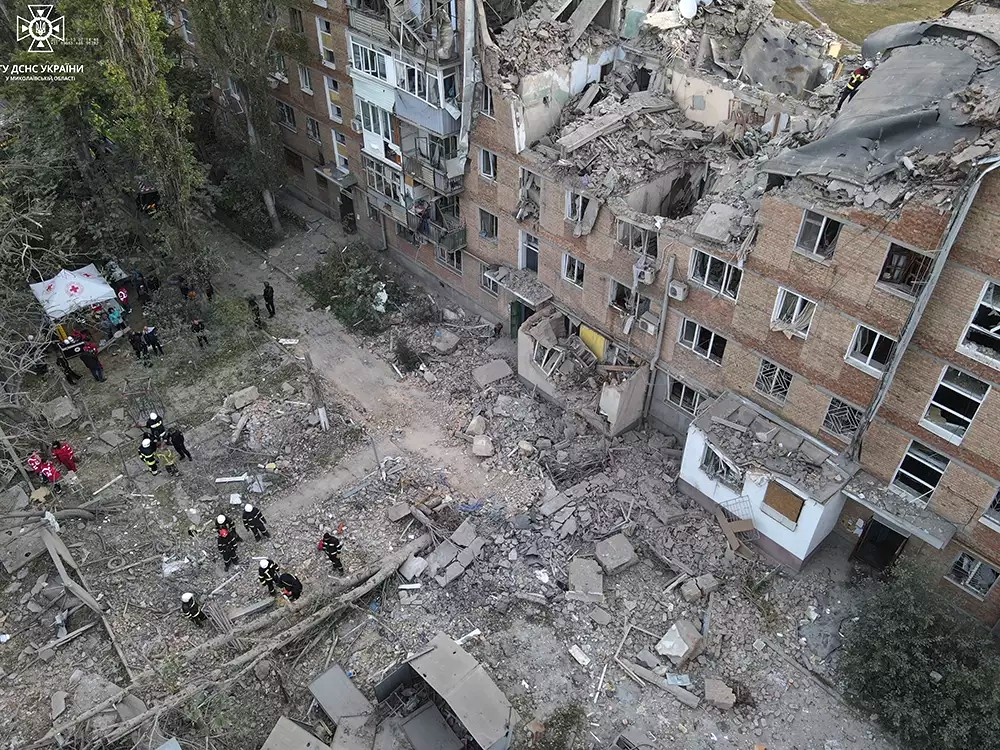
5-piętrowy blok w Mikołajowie po rosyjskim ostrzale.

SG Ukrainy podał, że 10 i 11 października Rosjanie w Zaporoskiej Elektrowni Jądrowej w Enerhodarze zwiększyli liczbę żołnierzy i nadal używali obiektu jako bazy. Ponadto Rosja w dalszym ciągu werbowała najemników, w tym obcokrajowców do walki na Ukrainie. W ciągu ostatniej doby siły rosyjskie przeprowadzili dwa ataki rakietowe, 16 nalotów i ponad 70 ostrzałów z wyrzutni rakietowych na pozycje ukraińskie i obiekty cywilne wzdłuż frontu. Ostrzelano również Mikołajów, Zaporoże i trzy miejscowości w rejonie nikopolskim (uszkodzono ok. 40 budynków mieszkalnych oraz szpital, przedszkole, muzeum, kościół, sklep, pocztę, jak również gazociągi i linie wysokiego napięcia). Armia ukraińska odparła ataki rosyjskie w okolicach miejscowości Terny, Wesełe, Newelske, Odradiwka, Iwanhrad, Bachmut, Nowa Kamjanka i Suchyj Stawok. Przeprowadzili również 25 nalotów, w tym na 19 miejsc koncentracji żołnierzy i sprzętu oraz na sześć systemów przeciwlotniczych, z kolei artyleria atakowała trzy punkty dowodzenia, pięć punktów koncentracji i dwa magazyny z amunicją.
Ministerstwo Obrony Wielkiej Brytanii poinformowało, że w ciągu trzech dni Rosjanie dokonali postępów w kierunku centrum Bachmutu. Oddziały 2 Korpusu Armijnego (milicja ŁRL) prawdopodobnie wkroczyły do wsi Opytne i Iwanhrad, znajdujących się na południe od miasta. Zdaniem Ministerstwa Rosja postrzegała przejęcie Bachmutu jako wstęp do ataku na obszary miejskie Słowiańska i Kramatorska. Siły rosyjskie prowadziły również operacje w środkowym Donbasie, jednak postępy były bardzo powolne. W opinii ISW w związku z pogarszającym się morale, dyscypliną i zdolnościami bojowymi nowo zmobilizowanych żołnierzy w niektórych jednostkach wydano rozkaz czasowego wstrzymania ofensywy. Z kolei doniesienia o pierwszych śmierciach źle przygotowanych żołnierzy na Ukrainie wywołało krytykę rosyjskiego dowództwa wojskowego. Tymczasem Rosjanie kontynuowali ataki na ukraińską infrastrukturę krytyczną i prowadzili działania obronne w związku z potencjalnymi atakami Kreminnę. Źródła ukraińskie i rosyjskie informowały także, że siły rosyjskie próbowały odzyskać pozycje w północnym i północno-zachodnim obwodzie chersońskim. Rosjanie kontynuowali ataki w obwodzie donieckim i dokonali niewielkich postępów na południe od Bachmutu. Z kolei siły ukraińskie osiągnęły postępy na północny zachód od miejscowości Swatowe.

### 14 października

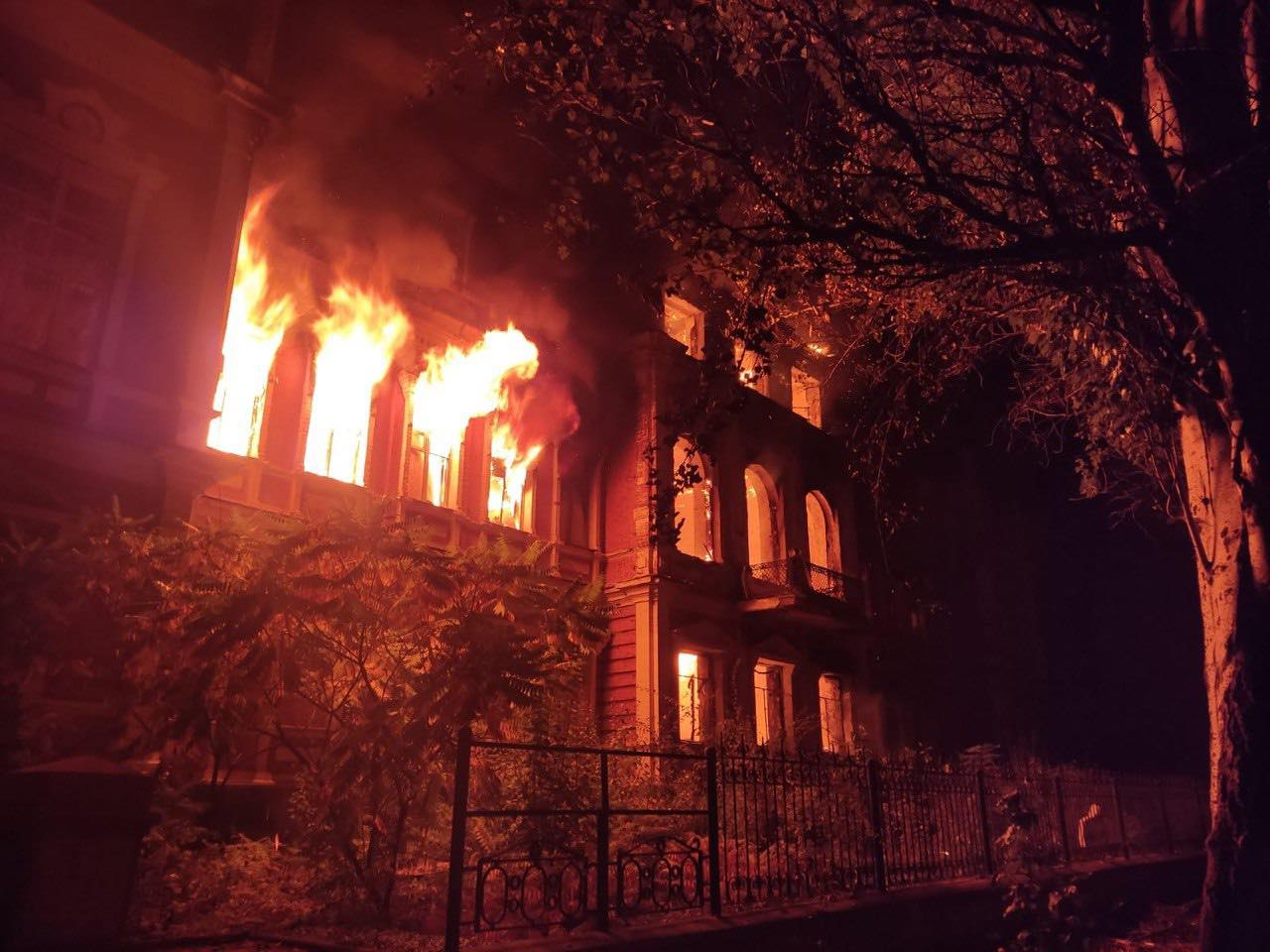
Wyższa Szkoła Infrastruktury Transportowej Bachmutu po nocnym rosyjskim ostrzale.

Sztab Generalny Ukrainy podał, że w ciągu 24h siły rosyjskie przeprowadziły sześć ataków rakietowych, 30 nalotów i 48 ostrzałów z wyrzutni rakietowych, atakując infrastrukturę krytyczną i cywilną. Celem były m.in. Zaporoże, które zaatakowano dronami i rakietami S-300, Nikopol, na które spadło 50 pocisków (uszkodzono budynki cywilne) oraz Marganiec i Czerwonohryhoriwka, będące pod ostrzałem z artylerii. Z kolei Ukraińcy odparli 13 ataków w obwodzie donieckim, głównie na okolice Bachmutu i na miejscowości na zachód od Doniecka; zadano Rosjanom znaczne straty, jednak dowództwo nie zrezygnowało z ofensywy. Ponadto siły ukraińskie przeprowadziły ok. 30 ataków, niszcząc 25 punktów koncentracji rosyjskiego sprzętu i trzy systemy przeciwlotnicze, natomiast artyleria zaatakowała cztery punkty dowodzenia Rosjan i 12 składów amunicji; w obwodzie chersońskim zniszczono m.in. haubice Msta-S i systemy wyrzutni rakietowych.
Stany Zjednoczone zapowiedziały 23. pakiet pomocy wojskowej dla Ukrainy o wartości 725 milionów dolarów, która obejmie amunicję HIMARS, 25 tys. pocisków artyleryjskich 155mm, 500 pocisków Excalibur, 5 tys. pocisków RAAM, 5 tys. sztuk broni przeciwpancernej, pociski przeciwradarowe AGM-88 HARM i ponad 200 pojazdów HMMWV.
Według ISW zapowiedziane przez Putina zawieszenie „częściowej mobilizacji” wynikało z potrzeby odciążenia komisji uzupełnień, tak aby były przygotowane na jesienny pobór, podczas którego powołanie miałoby dostać 120 tys. mężczyzn. Ponadto prawo rosyjskie nie pozwalało na wysyłanie poborowych za granicę, jednak Moskwa uważała zajęte obszary za swoje terytoria, tym samym legalizując użycie poborowych na linii frontu. Zdaniem Instytutu dołączenie Białorusi do wojny było wątpliwe, ponieważ stanowiłoby to „zagrożenie do utrzymania się reżimu”, z kolei jakość armii była niska. Rosja prawdopodobnie używała Białorusi do przykucia sił ukraińskich do granicy ukraińsko-białoruskiej. Ponadto ukraińscy i zachodni urzędnicy stwierdzili, że nie zaobserwowano oznak przygotowań do inwazji na Ukrainę, pomimo doniesień o wprowadzeniu Alaksandra Łukaszenkę reżimu „operacji antyterrorystycznej”. Tymczasem źródła rosyjskie podały, że Ukraińcy prowadzili kontrofensywę w północno-wschodnim obwodzie charkowskim, na wschód od Kupiańska, z kolei siły rosyjskie przeprowadziły ograniczone ataki na zachód od Kreminny oraz w północno-zachodnim obwodzie chersońskim w celu odzyskania utraconych pozycji. Rosjanie kontynuowali również ataki wokół Bachmutu i Doniecka. Władze rosyjskie były także zaniepokojenie ukraińskimi atakami na tylne linie logistyczne w południowym obwodzie donieckim.
OSW podał, że w ostatnich dniach Rosjanie prowadzili ataki na pozycje ukraińskie w Donbasie, m.in. umocnili się na obrzeżach Bachmutu i wyparli wojska ukraińskie z terenów na wschód od drogi do Gorłówki. Niepowodzeniem zakończyły się ataki na Bachmut od wschodu i na północnego wschodu oraz ataki na północ i zachód od Doniecka. Rosja kilkukrotnie próbowała przerwać pozycje ukraińskie na granicy obwodów donieckiego, charkowskiego i ługańskiego oraz na południe od Dawydiw Brid. Z kolei Ukraińcy bezskutecznie atakowali pozycje rosyjskie na wschód od Kupiańska, na kierunku Swatowego, a także w północno-zachodniej części obwodu chersońskiego i na kierunku Chersonia. Rosja kontynuowała ataki na obiekty infrastruktury krytycznej na całej Ukrainie, lecz w ograniczonym stopniu; zaatakowano m.in. instalacje energetyczne w 11 obwodach, w tym kijowskim, lwowskim, odeskim i żytomierskim. W ataku rakietowym na magazyny wojskowe w okolicy Złoczowa doszło do zniszczenia materiałów wojennych. Rosyjska artyleria atakowała pozycje ukraińskie wzdłuż linii frontu. Do najcięższych ataków doszło w Awdijiwce, Kupiańsku i Orichiwie, ale pod ostrzałem był także Mikołajów, Zaporoże, Nikopol i Charków. Z kolei wojska ukraińskie ostrzeliwały i bombardowały pozycje i zaplecze wojsk rosyjskich w obwodach chersońskim i ługańskim. W Melitopolu kontynuowana była ukraińska działalność partyzancka.

### 15 października
Rosyjskie źródła informowały, że w rejonie miejscowości Dudczany–Milowe (obwód chersoński) toczyły się zacięte walki, gdzie dwa bataliony ukraińskie przeszły do ofensywy. Według SG Ukrainy siły rosyjskie starały się zdobyć część Donbasu kontrolowaną przez Ukrainę oraz utrzymać okupowane obszary obwodów zaporoskiego, chersońskiego i mikołajowskiego. W ciągu ostatniej doby Rosjanie przeprowadzili cztery ataki rakietowe, 17 nalotów i ok. 10 ostrzałów z wyrzutni rakietowych. Miał miejsce także ostrzał artyleryjski i rakietowy infrastruktury krytycznej i cywilnej w obwodzie zaporoskim i kijowskim oraz pozycji ukraińskich wzdłuż całej linii frontu; zaatakowano ponad 20 miejscowości. Z kolei siły ukraińskie odparły 11 ataków na trzech kierunkach, m.in. we wsi Nowosadowe, Bachmucie i okolicach Awdijiwki. Później podano, że Rosjanie skupiali się na powstrzymywaniu ukraińskiej kontrofensywy, jednocześnie atakując na kierunku Kramatorska, Bachmutu i Awdijiwki. Ukraińcy atakowali cele rosyjskie we wsi Marfopil, Tokmak, Połohy i Kamionce Dnieprzańskiej, gdzie zniszczono składy amunicji i sprzęt wojskowy; ok. 100 żołnierzy zostało rannych. Ukraińskie lotnictwo przeprowadziło 32 naloty, niszcząc 24 miejsca koncentracji uzbrojenia i sprzętu oraz osiem stanowisk rakietowych, natomiast artyleria atakowała miejsca koncentracji żołnierzy i sprzętu oraz składy amunicji i punkty obrony przeciwlotniczej. Sztab poinformował także o problemach armii rosyjskiej z wyekwipowaniem zmobilizowanych żołnierzy, w wyniku czego np. do miasta Połohy przybyli wojskowi będący częściowo w cywilnych ubraniach; dużym problemem był brak kamizelek kuloodpornych.
11 osób zginęło, a 15 zostało rannych po tym, jak dwóch napastników otworzyło ogień do grupy ochotników na rosyjskim poligonie wojskowym w Soloti w obwodzie biełgordzkim, w pobliżu granicy z Ukrainą. Napastnicy zginęli podczas incydentu.
W ocenie ISW Rosja prowadziła przymusowe deportacje Ukraińców w celu czystek etnicznych, naruszając Konwencję o zapobieganiu i karaniu zbrodni ludobójstwa. W ich miejsce byli przywożeni Rosjanie, którzy stopniowo mieli zaludnić zajęte obszary Ukrainy. Wicepremier Rosji Marat Khusnullin stwierdził, że „kilka tysięcy dzieci z obwodu chersońskiego odpoczywało w domach opieki i obozach dla dzieci w innych regionach Rosji”. Instytut podał także, że Rosja planowała odbudowę Mariupola w celu osiedlenia tam „dziesiątek tysięcy Rosjan”. Ponadto Rosja prawdopodobnie podpisała kontrakt z Iranem na dostawę dronów Arash-2. Tymczasem Rosjanie kontynuowali kontrataki na zachód od Kreminny oraz kontynuowali ataki  w obwodzie donieckim. Z kolei siły ukraińskie atakowały rosyjskie aktywa wojskowe położone wzdłuż rosyjskich linii komunikacyjnych w obwodzie zaporoskim i południowym obwodzie donieckim.

### 16 października
Sztab Ukrainy podał, że siły rosyjskie koncentrowały się na utrzymaniu zajętych obszarów i powstrzymywaniu ataków ukraińskich na „określonych kierunkach” oraz przeprowadzili ataki w rejonie Bachmutu i Awdijiwki. Prezydent Zełenski stwierdził, że najcięższe walki miały miejsce w Sołedarze i Bachmucie, gdzie do walki „okupanci rzucili wszystkich, kogo mogli, w tym 2 tys. więźniów”. Później Sztab podał, że Rosjanie atakowali infrastrukturę cywilną i energetyczną oraz prowadzili ostrzał na całej linii frontu. W ciągu doby przeprowadzili 26 nalotów i ok. 80 ostrzałów na ponad 20 miejscowości, w tym Mikołajów. Gubernator Wałentyn Rezniczenko poinformował, że pod ostrzałem rakietowym i artyleryjskim był też obwód dniepropetrowski, gdzie pociski spadły m.in. na domy mieszkalne i elektrownię. Z kolei siły ukraińskie kontynuowały kontrofensywę. W ciągu 24h lotnictwo przeprowadziło ponad 30 nalotów na rosyjskie pozycje, atakując 25 miejsc koncentracji żołnierzy i sprzętu oraz sześć stanowisk przeciwlotniczych; artyleria zniszczyła dwa rosyjskie punkty kontrolne, stanowisko dowodzenia i magazyn amunicji. Ponadto Rosjanie rozpoczęli „proces ewakuacji tzw. państwowych instytucji” z zajętej części obwodu chersońskiego, w wyniku czego na Krym byli wywożeni pracownicy oraz aktywa banków i zakładów emerytalnych.
Według doniesień The Washington Post, Iran dostarczał Rosji nie tylko więcej dronów, ale również pociski balistyczne Fateh-110 i Zolfaghar. Brytyjskie MON stwierdziło, że eksplozja na moście Krymskim zwiększyła problemy logistyczne rosyjskiego wojska na południu Ukrainy i kluczowy stał się szlak zaopatrzeniowy przez obwód zaporoski. Rosjanie działający na południu prawdopodobnie zwiększyli dostawy logistycznie przez Mariupol. Według ISW Ukraina musi odbić większość obwodów chersońskiego, zaporoskiego, donieckiego i ługańskiego z częścią Donbasu, aby zapewnić sobie długotrwałe bezpieczeństwo, z kolei wyzwolenie Krymu przyniosłoby korzyści dla NATO w ramach zabezpieczenia południowo-wschodniej flanki. Gdyby Ukraina odzyskała kontrolę nad całym zachodnim brzegiem Dniepru, Rosjanie mieliby trudności w przeprowadzeniu ataków lądowych na południowo-zachodnią część kraju. Następnie źródła rosyjskie i białoruskie donosiły o wkraczaniu na Białoruś wojsk rosyjskich. Źródła rosyjskie podały, że siły ukraińskie wznowiły ataki na kierunku Chersonia, z kolei Ukraińcy stwierdzili, że zwiększyła się średnia liczba dzienna ataków i ostrzałów na Ukrainie. Z kolei ukraińscy urzędnicy zdementowali rosyjskie doniesienia nt. zajęcia kilku miast w pobliżu Bachmutu w ciągu ostatnich dni, twierdząc, że armia ukraińska utrzymywała tam swoje pozycje.

### 17 października

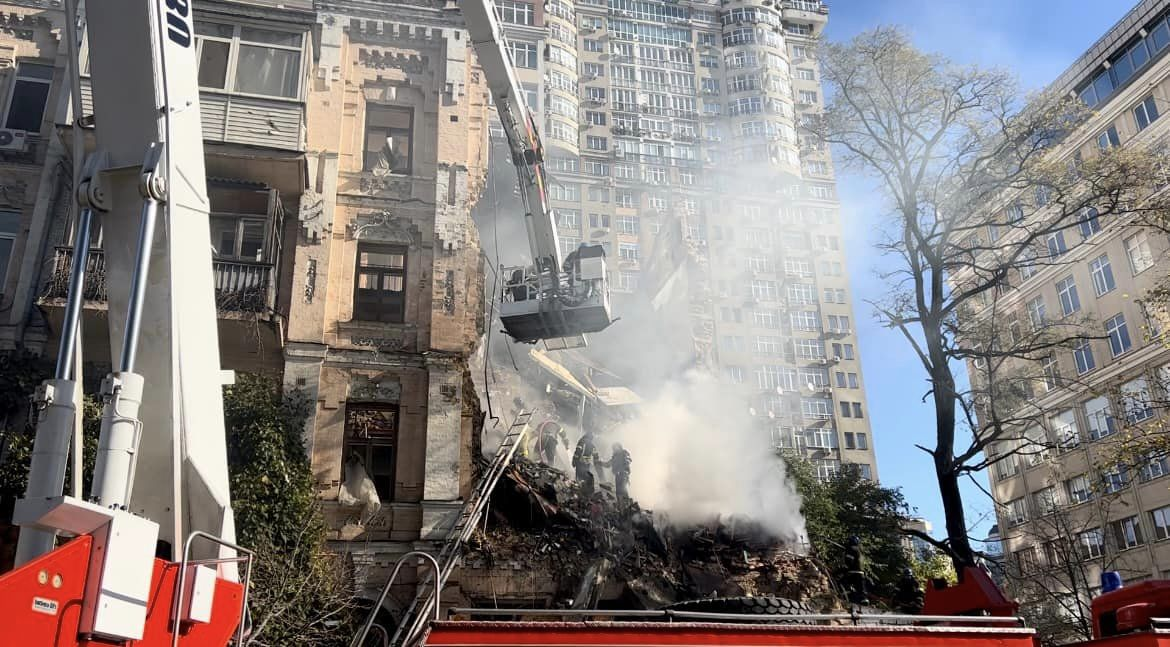
Zniszczony blok w Kijowie po rosyjskim ataku irańskich dronów; zginęły cztery osoby.

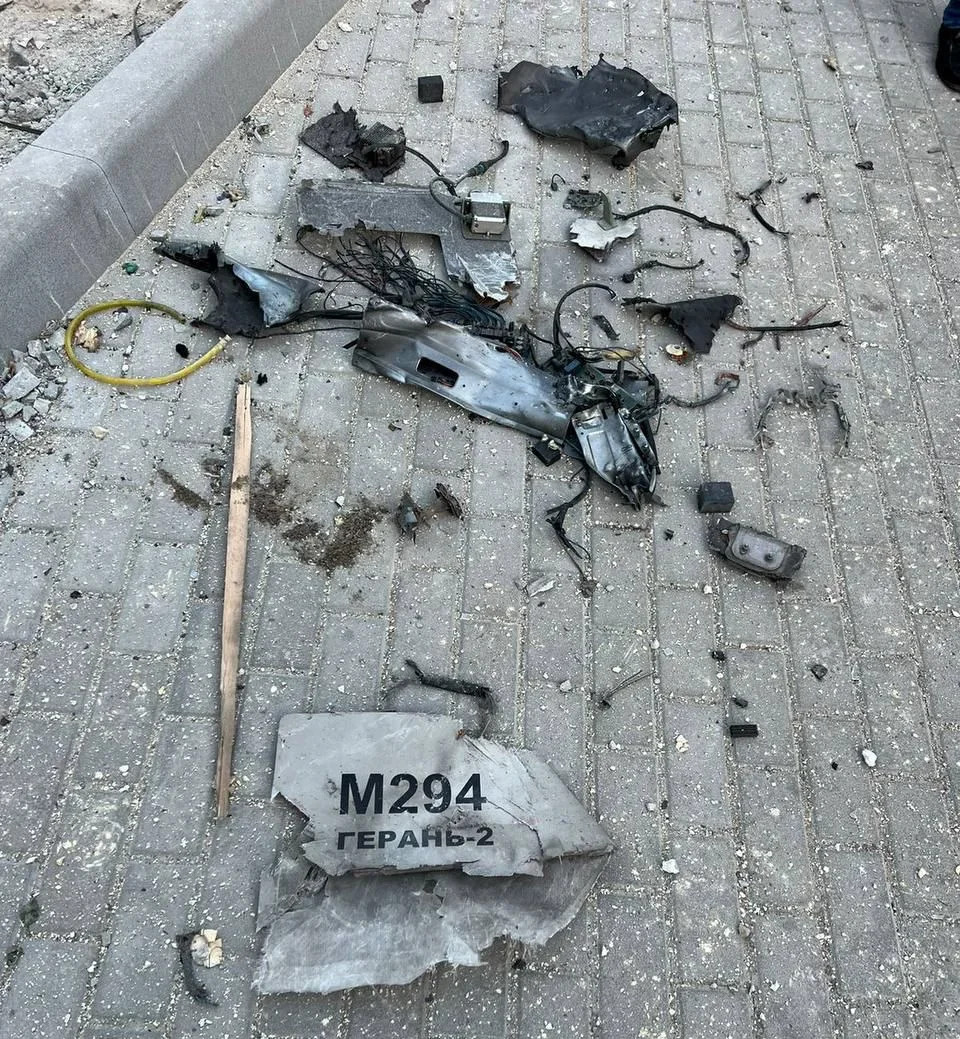
Szczątki jednego z dronów kamikadze Shahed-136, którym Rosja zaatakowała Kijów.

Nad ranem Rosjanie przeprowadzili ataki przy użyciu pocisków manewrujących, rakietowych i przeciwlotniczych oraz dronów kamikadze Shahed-136 na cztery regiony Ukrainy, atakując infrastrukturę cywilną. Celem był m.in. Kijów, gdzie drony uderzyły w obiekty cywilne w centrum miasta. Doradca prezydenta Mychajło Podolak stwierdził, że „Iran był bezpośrednio odpowiedzialny za zabójstwa Ukraińców”, udostępniając swoje drony siłom rosyjskim. W opinii SG Ukrainy siły rosyjskie starały się utrzymać zajęte terytoria, koncentrując się na kilku kierunkach i prowadząc ofensywy w pobliżu Bachmutu i Awdijiwki, gdzie dokonano dziewięć nieudanych ataków. W ciągu doby wojska rosyjskie przeprowadziły 10 ataków rakietowych, 58 nalotów i ok. 60 ostrzałów z wyrzutni rakiet, atakując 35–40 miejscowości w tym: Kijów, Zaporoże, Kozaczą Łopań, Sołedar, Marjinkę, Biłohirkę i Odessę oraz pozycje wzdłuż linii frontu. Z kolei siły ukraińskie odpierały ataki w obwodzie charkowskim i donieckim oraz przeprowadziły 22 ataki na obiekty rosyjskie, niszcząc 18 miejsc koncentracji sprzętu wojskowego i trzy stanowiska przeciwlotnicze. Ukraińska prawda podała, że Rosjanie ewakuowali na Krym kolaborantów i ich rodziny z Chersonia.
Ukraińscy urzędnicy poinformowali, że odnaleziono szczątki wielu dronów HESA Shahed-136, które uderzyły w Kijów, powodując 3–4 eksplozje i zabijając co najmniej 4 osoby. Kolejne cztery zginęły w Sumach. Miało to miejsce po tym, jak prezydent Władimir Putin zapowiedział, że nie potrzeba kolejnych ataków „na dużą skalę”. Według dziennikarza Reutersa, niektóre drony posiadały napis „Za Biełgorod”. Następnie mer Mikołajowa Ołeksandr Senkiewicz powiedział, że po ataku dronów zapaliły się zbiorniki z olejem słonecznikowym. Siły ukraińskie zestrzeliły co najmniej 36 z 43 dronów.
Brytyjskie Ministerstwo Obrony podało, że od 10 października br. Rosja utrzymywała wysokie tempo ataków na infrastrukturę krytyczną Ukrainy, korzystając z pocisków manewrujących, pocisków typu ziemia-ziemia oraz irańskich dronów Shahed-136. Zdaniem Ministerstwa celem  tego było spowodowanie poważnych szkód w ukraińskiej sieci energetycznej. W ocenie ISW celem rosyjskich ataków na infrastrukturę cywilną było przede wszystkim tworzenie efektu psychologicznego, który przedkładano nad postępy na polu bitwy. Ponadto Rosja wykorzystywała swoje relacje z Iranem, aby pozyskiwać kolejne drony i rakiety balistyczne w celu uzupełnienia arsenału rakietowego. Tymczasem źródła rosyjskie donosiły, że Ukraińcy kontynuowali kontrofensywę w obwodzie chersońskim, natomiast siły rosyjskie przeprowadziły ataki w obwodzie donieckim. Siły ukraińskie w dalszym ciągu uderzały w skupiska żołnierzy i sprzętu w obwodzie zaporoskim. Władze rosyjskie kontynuowały działania zmierzające do przejęcia pełnej kontroli nad Zaporoską Elektrownią Jądrową.
Według OSW najcięższe walki toczyły się w rejonie Bachmutu i Sołedaru, gdzie siły ukraińskie prawdopodobnie rozpoczęły ściąganie do miasta rezerw w celu wzmocnienia obrony. Rosjanie próbowali powstrzymując sforsowanie rzeki Żerebeć przez Ukraińców. Jednostki ukraińskie odparły ataki na południowy wschód od Siewierska, na północno-zachodnich obrzeżach Gorłówki i na zachód od Doniecka. W obwodzie chersońskim Ukraińcy podejmowali próby ataków na rosyjską linię obrony między miastami Dawydiw Brid a Dudczanami. Rosyjskie artyleria i lotnictwo kontynuowały ataki na pozycje ukraińskie wzdłuż linii frontu. Celem ataków był Nikopol i okolice, Orichiw, Bachmut, Konstantynówka oraz infrastruktura portowa Oczakowa. Z kolei Ukraińcy atakowali pozycje i zaplecze sił rosyjskich w obwodach chersońskim i ługańskim oraz zwiększyli intensywność ostrzałów i bombardowań w obwodzie zaporoskim. Ostrzelano również budynki administracji rosyjskiej w Doniecku.

### 18 października
Według Sztabu Ukrainy odparto ataki rosyjskie w pobliżu miejscowości Ohircewe (obwód charkowski), Biłohoriwki, Nowokalynowego i Marjinki. Rzecznik Ołeksandr Sztupun stwierdził, że w miejscowościach Bachmut i Awdijiwka Rosjanie prowadzili ciągły ostrzał artylerii i czołgów wzdłuż linii frontu. Armia rosyjska przeprowadziła dziewięć ataków rakietowych, 10 nalotów i ponad 10 ostrzałów na ok. 10 miast, w tym Kijów, Żytomierz, Charków, Dniepr, Krzywy Róg, Zaporoże i Mikołajów. Ponadto władze okupacyjne obwodu chersońskiego zarządziły ewakuację mieszkańców prawego wybrzeża Dniepru, ponieważ ich zdaniem siły ukraińskie szykowały się do „pełnowymiarowej ofensywy” na Chersoń i do zniszczenia zapory na Zbiorniku Kachowskim. Później Sztab oświadczył, że Rosjanie w dalszym ciągu atakowali pozycje ukraińskie w obwodzie charkowskim (Ohircewe i Dworiczna), donieckim (Bachmut i Awdijiwka) i ługańskim (Biłohoriwka), jednak wszystkie ataki zostały odparte. Podano również, że na Białorusi pod pozorem szkoleń była prowadzona potajemna mobilizacja do armii oraz trwały przygotowania załóg czołgów i operatorów przeciwlotniczych systemów rakietowych.

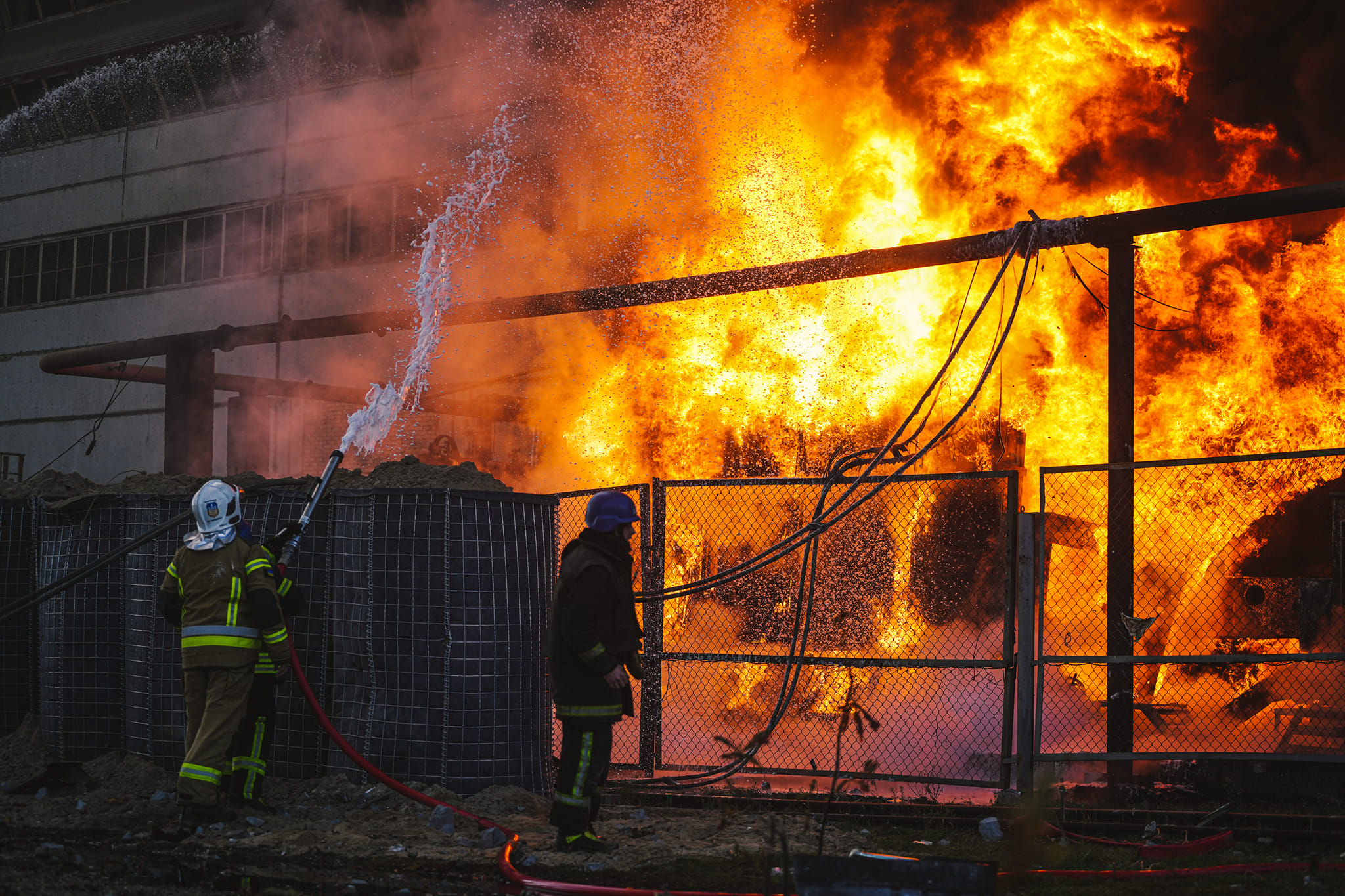
Elektrociepłownia w Kijowie po porannym rosyjskim ostrzale.

Doradca prezydenta Kyryło Tymoszenko poinformował, że nad ranem siły rosyjskie ostrzelały zakłady przemysłowe w Charkowie i infrastrukturę energetyczną w Kijowie, Dnieprze i Żytomierzu, która została „poważnie zniszczona” i co doprowadziło do przerw w dostawie wody i prądu. W Kijowie było słychać „kilka eksplozji”, a miasto Mikołajów zostało ostrzelane pociskami S-300; zginęła jedna osoba. Prezydent Zełenski stwierdził, że w ciągu ostatnich 8 dni ⅓ ukraińskich elektrowni została zniszczona. Następnie napisał na Twitterze, że „nie ma już miejsca na negocjacje z reżimem rosyjskiego prezydenta Władimira Putina”. Ukraińskie służby ratunkowe podały, że w ciągu ostatnich 10 dni zginęło łącznie 70 osób, 290 zostało rannych, a 1162 miasta i wsie pozostawały bez prądu z powodu ataków na infrastrukturę elektryczną.
Po wymianie więźniów między Ukrainą a Rosją Wołodymyr Zełenski ogłosił, że udało się uwolnić 108 kobiet, w tym 97 kobiet służących w wojsku i 37 ewakuowanych z Azowstalu.
Ministerstwo Wielkiej Brytanii podało, że osiem miesięcy od początku inwazji „główne elementy rosyjskiego dowództwa były coraz bardziej dysfunkcyjne”. Na poziomie taktycznym pogłębiał się brak zdolnych rosyjskich młodszych oficerów, którzy mogliby zorganizować i poprowadzić zmobilizowanych żołnierzy. Natomiast 4 z 5 generałów, którzy dowodzili inwazją w lutym 2022 roku, zostało zdymisjonowanych, z kolei ich następcy niewiele zrobili, aby poprawić sytuację Rosji na polu walki. Według ISW mobilizacja w Rosji powodowała rozłamy w społeczeństwie, ponieważ etniczni Rosjanie i bogatsi obywatele byli pod ochroną, a główne brzemię ponosiły grupy biedniejsze i mniejszości etniczne. Białoruś dalej zapewniała swoje terytorium i przestrzeń powietrzną dla wsparcia rosyjskiej inwazji na Ukrainę, ale było mało prawdopodobne, aby przystąpiła do wojny. Tymczasem Rosjanie nadal atakowali ukraińską infrastrukturę krytyczną za pomocą ataków powietrznych, rakietowych i dronów oraz przeprowadzili ograniczony atak w północnym i w północno-wschodnim obwodzie charkowskim, aby odzyskać utracone pozycje. Kontynuowali także ataki w pobliżu Bachmutu i Awdijiwki. Źródła rosyjskie donosiły, że Ukraińcy kontynuowali kontrofensywę na całej linii frontu w obwodzie chersońskim oraz atakowali rosyjskie linie komunikacyjne i składy amunicji w centralnym części obwodu. Z kolei władze rosyjskie próbowały zachęcić obywateli ukraińskich w północnym obwodzie chersońskim do ucieczki do Rosji w miarę postępów wojsk ukraińskich.

### 19 października

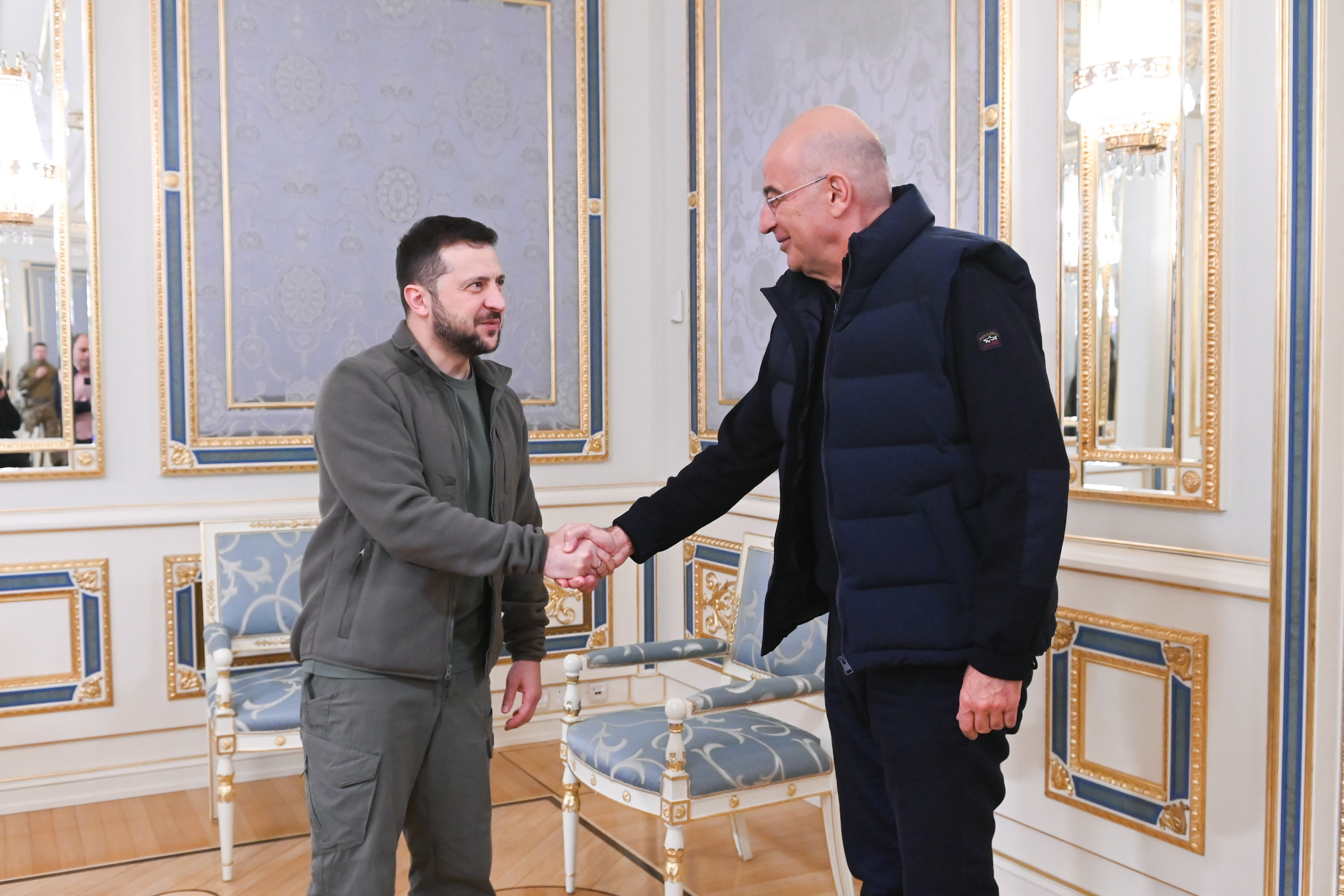
Spotkanie prezydenta Zełenskiego z Ministrem Spraw Zagranicznych Grecji Nikosem Dendiasem.

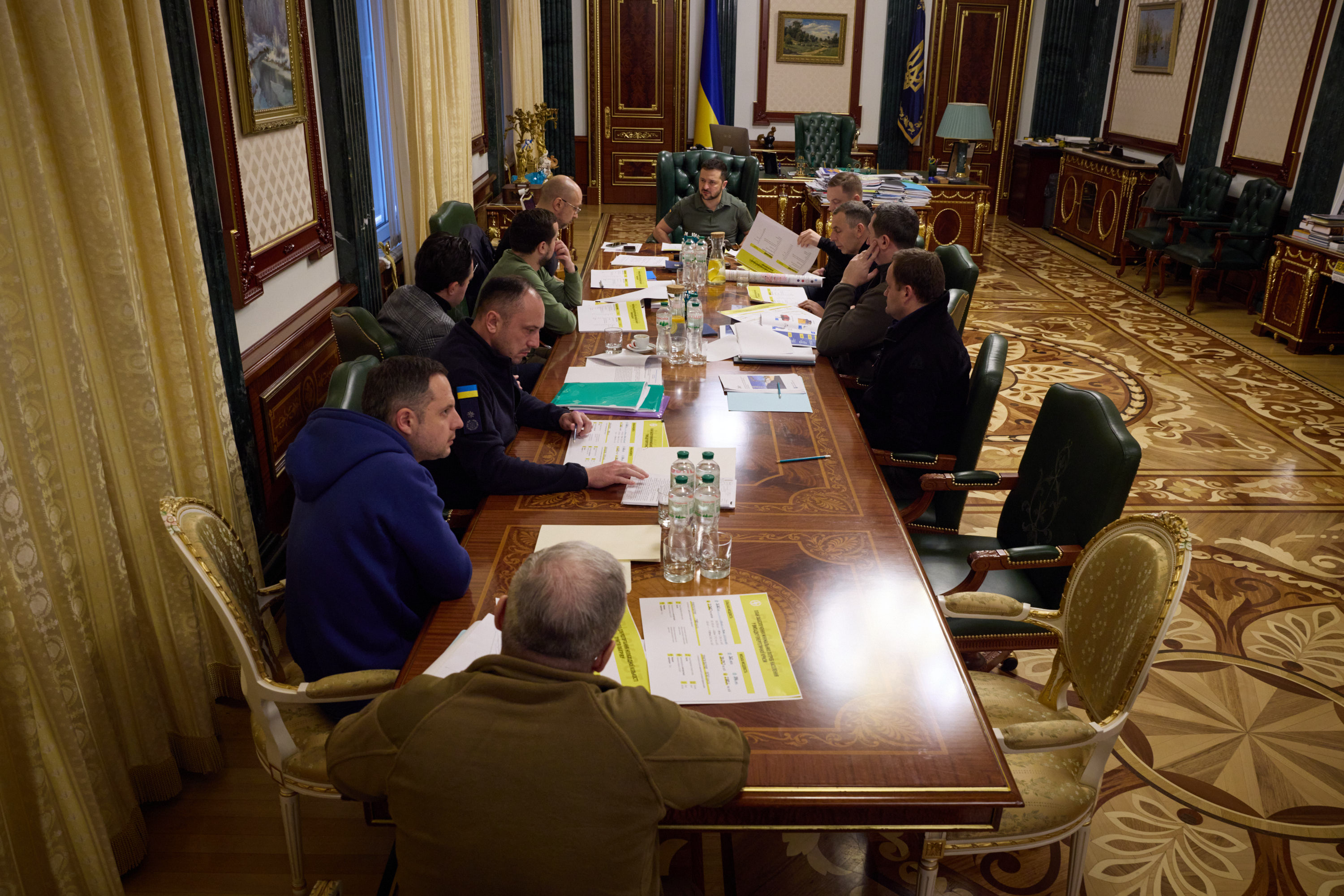
Spotkanie poświęcone bezpieczeństwu energetycznemu na Ukrainie pod przewodnictwem prezydenta Zełenskiego.

SG Ukrainy podał, że w ciągu ostatnich 24h armia rosyjska przeprowadziła 11 ataków rakietowych, 28 nalotów i ponad 65 ostrzałów z wyrzutni rakietowych, atakując co najmniej 25 miejscowości. Dodatkowo do obwodu ługańskiego przybyły uzupełnienia zmobilizowanych żołnierzy. Sztab poinformował również, że Rosja i Iran porozumiały się ws. przyjazdu do Rosji irańskich instruktorów i doradców, mających szkolić Rosjan używania dronów Shahed-136 i Arash-2. Dowództwo ukraińskich Sił Powietrznych poinformowało, że "od 13 września do 19 października obrona powietrzna ukraińskiego lotnictwa i inne formacje sił ukraińskich zestrzeliły 223 wystrzelone przez Rosję drony-kamikadze Shahed-136 produkcji irańskiej". Następnie generał Siergiej Surowikin powiedział, że cywile byli relokowani z Chersonia w ramach przygotowań do ukraińskiej ofensywy na miasto. Prawdopodobnie był to ruch wymierzony w 50–60 tysięcy cywilów. Ukraina wezwała mieszkańców regionu do ignorowania rosyjskich działań.
Prezydent Rosji Władimir Putin podpisał dekret wprowadzający 20 października 2022 roku „całkowity” stan wojenny w zaanektowanych obwodach ukraińskich: donieckim, ługańskim, chersońskim i zaporoskim oraz „średni poziom gotowości” na Krymie i Sewastopolu oraz w regionach graniczących z Ukrainą, czyli Kraju Krasnodarskim i obwodach biełgorodzkimm, briańskim, woroneskim, kurskim i rostowskim. Wprowadzenie stanu wojennego umożliwił Rosji dalsze ograniczanie praw ludności, takich jak ewakuacja czy praca przymusowa.
Brytyjskie MON poinformowało, że generał Surowikin, przekazał rosyjskim mediom, że w rejonie Chersonia „powstała niełatwa sytuacja” i poparł ogłoszone plany dot. ewakuacji ludności cywilnej. Komunikat generała mógł wskazywać, że rosyjskie władze rozważały wycofanie wojsk z zachodniego brzegu Dniepru. Wyzwaniem dla rosyjskich sił będzie przeprowadzenie oddziałów i ich sprzętu przez rzekę o szerokości 1000 m, ponieważ wszystkie mosty zostały poważnie uszkodzone. Z kolei ISW stwierdził, że Rosjanie przygotowywali podłoże informacyjne do przeprowadzenia ataku na elektrownię wodną w Nowej Kachowce i przypisania odpowiedzialności siłom ukraińskim. Przerwanie tamy na Dnieprze miałoby spowolnić ukraińską ofensywę w obwodzie chersońskim oraz odwrócić uwagę od porażek Rosji w tym regionie. Z kolei „ewakuacja” cywilów z Chersońszczyzny była wykorzystywana jako przykrywka przymusowych przesiedleń Ukraińców do Rosji, które miały na celu utrudnienie odbudowy ekonomicznej kraju po odzyskaniu zajętych terytoriów. Natomiast ogłoszenie stanu wojennego przez Putina to głównie działania pokazowe, mające zalegalizować podejmowane przez Rosjan środki oraz przygotować ramy prawne pod przyszłą mobilizację i wprowadzenie ograniczeń. Tymczasem siły rosyjskie kontynuowały ograniczone ataki, aby odzyskać utracone tereny w północno-wschodnim obwodzie charkowskim. Zarówno Rosjanie, jak i Ukraińcy kontynuowali ataki w rejonie Kreminna–Swatowe. Rosyjskie źródła twierdziły także, że wojska ukraińskie przeprowadziły kolejną ofensywę w północno-zachodnim obwodzie chersońskim. Ponadto urzędnicy rosyjscy kontynuowali przymusową mobilizację Ukraińców mieszkających na zajętych przez Rosję obszarach.
Według OSW Rosjanie zrobili postępy na północ od Awdijiwki i na południowy zachód od Bachmutu, jednak ataki na południowych i wschodnich obrzeżach miasta, na północ i zachód od Gorłówki oraz na zachód od Doniecka zakończyły się niepowodzeniem. Ukraińcy odparli ataki na północny i południowy wschód od Siewierska. Do ataków doszło także na południowy wschód i północ od Kupiańska oraz na zachód od Wołczańska. Ukraińska próba przełamania pozycji Rosjan na południe od Dawydiwego Bridu zakończyła się niepowodzeniem. Ponadto Rosjanie gromadzili dodatkowe siły w obwodzie ługańskim i chersońskim, gdzie w samym Chersoniu liczba żołnierzy miała wynosić 20–25 tys, z kolei źródła rosyjskie oceniały wzmocnienie wojsk ukraińskich w obwodzie chersońskim na kilkadziesiąt tys. żołnierzy. Siły rosyjskie kontynuowały ataki na infrastrukturę energetyczną Ukrainy. Celem były Kijów, Charków, Dniepr, Kamieńskie, Krzywy Róg, Mikołajów, Odessa, Zaporoże, Żytomierz oraz obiekty w obwodach chmielnickim, winnickim i dniepropetrowskim. Artyleria i lotnictwo obu stron przeprowadzały ataki na pozycje przeciwnika wzdłuż całej linii frontu.

### 20 października

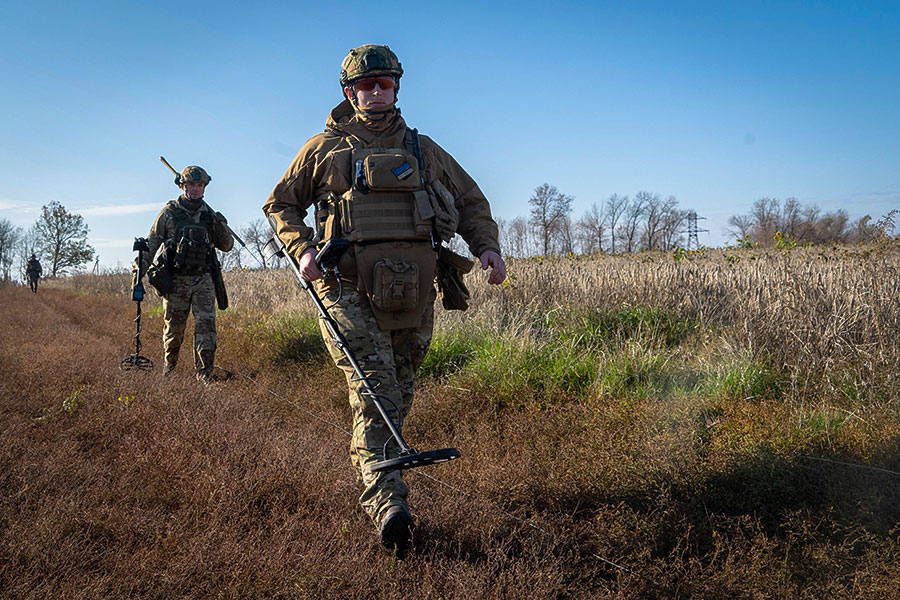
Rozminowywanie obwodu charkowskiego.

Według Sztabu Ukrainy wojska rosyjskie próbowały atakować na kierunku Bachmutu i Awdijiwki. W ciągu 24h przeprowadzili trzy ataki rakietowe, 24 naloty i ok. 30 ostrzałów artyleryjskich, atakując ponad 15 miejscowości, w tym Mikołajów, Nowa Kamjanka, Mala Sejdeminucha (obwód chersoński) i Gatiszcze (obwód charkowski). Z kolei ukraińskie lotnictwo dokonało pięć ataków na siły rosyjskie, m.in. na magazyny sprzętu wojskowego. Zestrzelono również 15 z ponad 20 dronów Shahed-136. Następnie The New York Times stwierdził, że Rosja przerzuciła z Syrii na Ukrainę od 1200 do 1600 żołnierzy oraz systemy przeciwlotnicze i przeciwrakietowe S-300. Ponadto kilku dowódców rosyjskich również zostało oddelegowanych na Ukrainę. Prezydent Ukrainy stwierdził, że „na pewno nie zleciliśmy” ataku na Most Krymski. Jednocześnie ostrzegł, że zapora w elektrowni wodnej Kachowka została zaminowana przez Rosjan, którzy zamierzają wysadzić ją w powietrze w celu utrudnienia ukraińskiej operacji wyzwolenia Chersonia.
Według przedstawiciela SG gen. Ołeksija Hromowa wzrosło ryzyko rosyjskiego ataku na północy Ukrainy; Rosjanie mogą zaatakować zachodnią granicę białorusko-ukraińską w celu przecięcia „logistycznych szlaków dostaw uzbrojenia i sprzętu wojskowego od krajów partnerskich”. Ponadto na Białorusi trwało rozmieszczanie "jednostek lotniczych i innych rodzajów wojsk". W opinii brytyjskiego Ministerstwa Obrony zapowiedź utworzenia wspólnego zgrupowania wojsk jest próbą skłonienia Ukrainy do wysłania wojsk na północną granicę, ponieważ Rosja nie jest w stanie rozmieścić na Białorusi dużych sił, natomiast wojsko białoruskie „utrzymywało minimalną zdolność do podejmowania złożonych operacji”. ISW stwierdził, że w związku z ofensywą ukraińską Rosjanie przygotowywali się do odwrotu z zachodniego brzegu Dniepru, kontynuując też przygotowania do ataku na elektrownię wodną na Dnieprze. Radio Swoboda podało, że siły rosyjskie od początku października wywoziły sprzęt wojskowy promami, co wskazywało, że „celowo wycofują dużą ilość sprzętu i liczne oddziały z zachodniego brzegu. Rosjanie przynajmniej częściowo wyciągnęli wnioski ze swoich niepowodzeń podczas odwrotu w obwodzie charkowskim”. Ponadto Biały Dom potwierdził obecność irańskich doradców wojskowych na Krymie, gdzie "relatywnie niewielka grupa" pomagała siłom rosyjskim w prowadzeniu nalotów na Ukrainę. Tymczasem źródła rosyjskie stwierdziły, że Rosjanie konsolidowali odzyskane pozycje w północno-wschodnim obwodzie charkowskim, pomimo ukraińskich doniesień, że wyzwolono prawie 1,8% obwodu. Siły ukraińskie zrobiły postępy także w północnym obwodzie chersońskim, z kolei wojsko rosyjskie kontynuowało ataki w obwodzie donieckim.

### 21 października
SG Ukrainy oświadczył, że od 19 października rosyjskie władze okupacyjne zawiesiły swoją działalność w Berysławiu, a z miasta wyjeżdżali kolaboranci wraz z rodzinami i majątkiem. Wówczas siły ukraińskie znajdowały się ok. 30 km od miasta. Później Sztab podał, że Rosjanie próbowali prowadzić ataki na kierunku Bachmutu i Awdijiwki oraz przygotowywali Chersoń do walk ulicznych; miasto zostało opuszczone przez dużą część mieszkańców, a wojskowi przebierali się w cywilne ubrania. Według Ukraińskiej prawdy władze okupacyjne zarządziły „natychmiastowe” opuszczenie miasta w związku z „napiętą sytuacją na froncie, podwyższonym ryzykiem zmasowanych ostrzałów miasta i ryzykiem ataków terrorystycznych”. W ciągu 24h wojsko rosyjskie przeprowadziło pięć ataków rakietowych, 19 nalotów i 94 ostrzały z wyrzutni rakiet, atakując ok. 20 miejscowości, w tym Charków, Kupiańsk, Bachmut, Odradiwkę, Marjinkę, Zełenopillę, Zaporoże i Nowoskresenske. Z kolei ukraińskie lotnictwo przeprowadziło 16 nalotów na pozycje rosyjskie. Rzecznik Ołeksandr Sztupun stwierdził, że zniszczono przeprawę pontonową pod mostem Antonowskim, trzy umocnione pozycje, 10 miejsc koncentracji uzbrojenia i sprzętu oraz trzy stanowiska przeciwlotnicze, z kolei artyleria zniszczyła punkt kontrolny i system przeciwlotniczy S-300. Ponadto Rosja próbowała zaopatrzyć się w broń za granicą oraz zaangażować w wojnę zagranicznych najemników (w jednym z krajów Bliskiego Wschodu trwał werbunek bojowników).
W ocenie ISW Rosjanie rozpoczęli wycofywanie swoich sił z zachodniej części obwodu chersońskiego. Odwrót może potrwać kilka następnych tygodni, jednak może zostać zakłócony przez ofensywę ukraińską. W związku z tym Rosjanie prawdopodobnie podejmą próbę wysadzenia zapory kachowskiej elektrowni wodnej w celu przykrycia odwrotu; następnie oskarżą o atak Ukrainę. Natomiast władze ukraińskie ostrzegały przed katastrofą i prognozowały, że „pod wodą może znaleźć się łącznie 80 miejscowości, w tym Chersoń. Mogłoby to dotknąć nawet kilkaset tysięcy osób”. Według ukraińskiego wywiadu siły rosyjskie zaminowały większość kachowskiej elektrowni wodnej już w kwietniu br., natomiast w tym tygodniu podłożono ładunki wybuchowe pod śluzy i podpory obiektu. Tymczasem źródła rosyjskie i ukraińskie donosiły o starciach na północny wschód od Charkowa, na linii Swatowe–Kreminna i na zachód od Lisiczańska. Z kolei Rosjanie kontynuowali ataki w obwodzie donieckim oraz ostrzały na zachód od Hulajpola i w obwodzie mikołajowskim. Ponadto władze okupacyjne kontynuowały masowe przymusowe usuwanie ludności cywilnej z zachodniego brzegu Dniepru pod pozorem „ewakuacji cywilów”.
Według OSW Sztab Ukrainy ograniczył informacje o sytuacji na froncie. Rosjanie podejmowali próby ataków na Bachmut i jego obrzeża, a także na południowy zachód i północny wschód od miasta. Ukraińcy odpierali ataki na północny wschód od Siewierska i na zachód od Doniecka. Źródła lokalne donosiły o ciężkich walkach na granicy obwodów charkowskiego i ługańskiego oraz donieckiego i ługańskiego. Sytuacja w obwodzie chersońskim pozostawała niejasna. Ukraińskie źródła wojskowe donosiły o rosyjskim ostrzale linii frontu w celu powstrzymania ukraińskiego kontrnatarcia, a następnie zaprzestano podawać informacje o prowadzeniu przez siły ukraińskie działań na prawym brzegu Dniepru. Ukraińskie Dowództwo Operacyjne „Południe” podało, że Rosjanie stosowali taktykę aktywnej obrony, a SG donosił o wzmocnieniu zgrupowania o 2 tys. zmobilizowanych żołnierzy.

### 22 października
Według SG Ukrainy siły rosyjskie w obwodzie chersońskim „opuściły miejscowości Czariwne i Czkałowe, a z Berysławia ewakuowano oficerów i personel medyczny”. Rosjanie w dalszym ciągu atakowali Bachmut, Awdijiwkę i Biłohoriwkę, jednak zostali powstrzymani przez Ukraińców. Na całej linii frontu siły rosyjskie prowadziły ostrzał artyleryjski na infrastrukturę cywilną i krytyczną, głównie obiekty energetyczne; według ukraińskich danych ponad 1 milion osób nie miał dostępu do prądu w wyniku ataków. W ciągu ostatniej doby Rosjanie przeprowadzili w sumie 32 ataki rakietowe, 25 nalotów i 80 ostrzałów z wyrzutni rakiet, atakując obiekty cywilne m.in. w obwodzie charkowskim, chmielnickim, zaporoskim, odeskim i mikołajowskim. Rzecznik Sztabu Ołeksandr Sztupun stwierdził, że „ponad połowa wrogich rakiet i dronów została zestrzelona”. Z kolei siły ukraińskie przeprowadziły ataki artyleryjskie na rosyjskie pozycje w Nowej Kachowce i w obwodzie zaporoskim, w wyniku czego ok. 250 Rosjan zostało rannych; zniszczono także 11 jednostek sprzętu. Ukraińskie lotnictwo dokonało 17 nalotów, a artyleria zniszczyła m.in. skład amunicji i stacje radiolokacyjną.
W opinii ISW siły rosyjskie kontynuowały zakrojone na szeroką skalę ataki na ukraińską infrastrukturę krytyczną; ataki nie osłabią woli walki Ukraińców, lecz będą stanowić wyzwanie gospodarcze i humanitarne podczas okresu zimowego. Kontynuowano także wycofywanie się z zachodniego obwodu chersońskiego. Źródła rosyjskie donosiły o ukraińskich ofensywach w kierunku Kreminny i Swatowego, z kolei Rosjanie przeprowadzili ograniczone ataki w celu odzyskania utraconych terenów w obwodach charkowskim, ługańskim i donieckim. Jewgienij Prigożyn koncentrował się na budowie „linii Wagnera”, czyli fortyfikacji obronnych rozciągających się wzdłuż linii frontu w obwodzie ługańskim i donieckim oraz w rosyjskim obwodzie biełgorodzkim. Według ISW rosyjska mobilizacja nie spełniła celów w zakresie generowania sił i prawdopodobnie będzie kontynuowana w innych formach. Ponadto rosyjska administracja okupacyjna kontynuowała przymusową relokację mieszkańców na zajętych obszarach Ukrainy oraz ograniczała ruch mieszkańców w okupowanych obwodach.

### 23 października
Ukraiński SG poinformował, że siły rosyjskie koncentrowały się utrzymaniu zajętych terenów, poprawieniu pozycji taktycznej, jednocześnie prowadząc ataki w kierunkach Bachmutu i Awdijiwki oraz obwodzie charkowskim. W ciągu 24h wojska ukraińskie odparło ataki w Zemlankach i Czuhuniwce w obwodzie charkowskim oraz w rejonie Sołedaru, Bachmutu, Andrijiwki, Kliszczijiwki, Nowomychajliwki, Marjinki, Newelskego, Perwomajskego i Awdijiwki. Rosjanie łącznie przeprowadzili dwa ataki rakietowe, 28 nalotów i 65 ostrzałów na infrastrukturę krytyczną i cywilną w pobliżu Bachmutu, Zaporoża, Mikołajowa i Nowotawryczeskiego w obwodzie zaporoskim. Z kolei strona ukraińska zniszczyła m.in. 11 magazynów broni, cztery punkty dowodzenia, pięć miejsc koncentracji żołnierzy i sprzętu oraz stanowiska przeciwlotnicze i artyleryjskie. W wyniku ataków ukraińskich w okolicach Michajłówki zostało rannych ok. 70 rosyjskich żołnierzy. Rzecznik Ołeksandr Sztupun stwierdził także, że Rosjanie naciskali na pracowników Zaporoskiej Elektrowni Jądrowej, aby podpisali kontrakty z Rosatomem i zabronili im wyjeżdżać na obszary kontrolowane przez Ukraińców.
Brytyjskie MON podało, że Rosja nadal używała irańskich dronów przeciwko celom na Ukrainie, jednak ukraińskie sukcesy w ich zestrzeliwaniu były coraz bardziej widoczne. Według oficjalnych źródeł, w tym prezydenta Zełenskiego, przechwytywanych było do 85% ataków. Zdaniem Ministerstwa Rosja używała dużej liczby dronów Shahed-136 w celu penetracji ukraińskiej obrony przeciwlotniczej oraz jako substytutu produkowanej w Rosji precyzyjnej broni dalekiego zasięgu. Według ISW rozmowy telefoniczne ministra obrony Siergieja Szojgu z odpowiednikami w kilku państwach NATO miały na celu zwiększenie presji na Ukrainę, ograniczenie dostaw broni do tego kraju i zastraszenie NATO. Następnie przedstawiciele USA, Wielkiej Brytanii i Ukrainy „kategorycznie odrzucili i potępili fałszywe oskarżenia Szojgu”. Tymczasem Rosjanie odcieli dostęp do internetu w Chersoniu. Źródła rosyjskie podały, że odparto ukraińskie ataki w północno-zachodnim obwodzie chersońskim. Następnie źródła ukraińskie i rosyjskie donosiły o walkach w pobliżu Siewerska, Sołedaru, Bachmutu, Awdijiwki i Marjinki, a siły ukraińskie prowadziły kontrofensywę w kierunku Kreminny i Swatowego. Rosjanie zaatakowali Zaporoże, Mikołajów i obszary obwodu mikołajowskiego za pomocą dronów Shahed-136 i pocisków S-300, z kolei źródła ukraińskie poinformowały, że siły rosyjskie zaatakowały Nikopol i Marganiec za pomocą wyrzutni rakietowych.

### 24 października
W godzinach wieczornych armia ukraińska poinformowała, że odepchnięto siły rosyjskie na północnym wschodzie i odbito cztery kolejne miejscowości, w tym trzy w obwodzie ługańskim (Karmazynówka, Miasożarówka i Newśke) oraz jedną w obwodzie donieckim (Nowosadowe). Szef wywiadu wojskowego Ukrainy Kyryło Budanow w wywiadzie dla Ukraińskiej prawdy stwierdził, że „Rosjanie stworzyli iluzję, że wycofują się z Chersonia, a w rzeczywistości wysyłają tam nowe wojska i przygotowują się do obrony w okupowanym mieście”. Według Budanowa pod wieloma względami „ewakuacja” to operacja informacyjna. Wywożone były rosyjskie struktury finansowe, gotówka, serwery, władze okupacyjne i ciężko ranne osoby. Jednocześnie przerzucano tam nowe oddziały i trwały przygotowania miasta do walki.
Brytyjski MON podał, że od początku inwazji Rosjanie stracili najmniej 23 śmigłowce Ka-52, co stanowiło ponad 25% rosyjskiej floty tych śmigłowców (liczyła 90 sztuk) i niemal 50% wszystkich strat śmigłowców na Ukrainie. Rosyjskie śmigłowce były niszczone najczęściej za pomocą MANPADS oraz nie posiadały odpowiedniej osłony odrzutowców. Ponadto Rosja nie była utrzymać przewagi w powietrzu w celu prowadzenia wsparcia lotniczego, a jej amunicja artyleryjska jest na wyczerpaniu. W opinii ISW Jewgienij Prigożyn miał dobrą pozycję w rosyjskich strukturach państwowych i przestrzeni informacyjnej, co pozwalało mu na łatwiejsze pozyskiwanie zwolenników w Rosji niż rosyjskie dowództwo wojskowe. Prigożyn tworzył także strukturę militarną równoległą wobec rosyjskich sił zbrojnych. Władze rosyjskie zintensyfikowały oskarżanie Ukrainy o przygotowanie ataku pod fałszywą flagą z użyciem brudnej bomby. Według szefa ukraińskiego wywiadu generała Kyryło Budanowa wpływ rosyjskich ataków na infrastrukturę krytyczną zaczął słabnąć. Tymczasem Rosjanie przygotowywali się do obrony Chersonia i nie wycofali się całkowicie z północnego obwodu chersońskiego, pomimo wcześniejszych doniesień. Ukraińcy potwierdzili, że wyzwolono Karmazynówkę, Miasożarówkę, Newśkie oraz Nowosadowe. Siły ukraińskie nadal atakowały miejsca koncentracji  sił rosyjskich w pobliżu linii frontu w obwodzie zaporoskim. Z kolei pospieszna mobilizacja w Rosji mająca na celu uzupełnienie niedoborów kadrowych na liniach frontu spowodowała kanibalizację rosyjskiego personelu oraz zmniejszyła zdolność do skutecznego szkolenia i rozmieszczania nowych żołnierzy. Ponadto urzędnicy administracji okupacyjnej usunęli systemy łączności w Chersoniu, próbując ograniczyć cywilne raportowanie o rosyjskich pozycjach Ukraińcom.
Według OSW główne walki toczyły się w Donbasie, gdzie Ukraińcy odparli kolejne ataki na Bachmut i okoliczne miejscowości. Rosjanie bezskutecznie atakowali także na wschód od Siewierska, na obrzeżach Awdijiwki, na północny zachód od Gorłówki i na zachód od Doniecka. Siły rosyjskie próbowały także atakować w obwodzie charkowskim, na zachód i wschód od Wołczańska oraz na północny wschód od Wełykyjego Burłuku. Z kolei Ukraińcy starali się przerwać linie obronne na pograniczu obwodów charkowskiego i ługańskiego na wschód od Kupiańska. Niektóre źródła ukraińskie informowały o walkach w obwodzie chersońskim, jednak nadal nie przełamano rosyjskich pozycji pomiędzy Dawydiwym Bridem a Dudczanami. Siły rosyjskie przygotowywały Chersoń do walk ulicznych oraz systematycznie naprawiali i wzmacniali przeprawy przez Dniepr.

### 25 października
Siły ukraińskie rozpoczęły kontrofensywę w kierunku Chersonia i Bachmutu. Według Sztabu Ukrainy wojsko rosyjskie w dalszym ciągu atakowało okolice Bachmutu i Awdijiwki, starając się utrzymać zajęte obszary i powstrzymać ofensywy ukraińskie. Rosjanie ostrzeliwali pozycje Ukraińców na całej linii frontu. W ciągu ostatnich 24h przeprowadzili pięć ataków rakietowych, 30 nalotów i ok. 100 ostrzałów z wyrzutni rakiet, atakując ponad 40 miejscowości, w tym Dniepr, Prikolotne w obwodzie charkowskim i Wełykę Ołeksandriwkę. Z kolei siły ukraińskie kontynuowały kontrofensywę. W miejscowości Nowoiwaniwka artyleria zniszczyła rosyjski magazyn amunicji oraz zginęło 10 żołnierzy z pułku Kadyrowa. Natomiast ukraińskie lotnictwo przeprowadziło 21 ataków, niszcząc 17 miejsc koncentracji żołnierzy i sprzętu oraz dwa stanowiska przeciwlotnicze. W kontrolowanej przez Ukraińców części obwodu donieckiego rosyjski ostrzał zabił siedmiu cywilów i zniszczył 19 budynków mieszkalnych.
Ukraińska agencja energii atomowej Energoatom poinformowała o nieautoryzowanych pracach rosyjskich wojskowych przy zbiornikach na wypalone paliwo jądrowe w Zaporoskiej Elektrowni Jądrowej. Odmówiono dostępu ukraińskim technikom i obserwatorom z Międzynarodowej Agencji Energii Atomowej. Energoatom zażądał, aby MAEA wyjaśniła zachodzące procesy.
Według brytyjskiego Ministerstwa Obrony gubernator obwodu biełgorodzkiego poinformował dzień wcześniej, że ładunek wybuchowy uszkodził linię kolejową w pobliżu wsi Nowozybkowo, ok. 15 km od granicy rosyjsko-białoruskiej. Do ataku przyznała się rosyjska grupa antywojenna „Stop the Wagons”; jest to szósty przypadek sabotażu infrastruktury kolejowej z jej udziałem. Armia rosyjska polega głównie na transporcie kolejowym podczas walk na Ukrainie, jednak w przypadku sieci kolejowej o długości ponad 33 tys. km, system jest trudny do zabezpieczenia przed atakami. Z kolei ISW podało, że w obwodzie chersońskim władze rosyjskie sygnalizowały, że "ewakuowanie" cywilów na wschodni brzeg Dniepru było częścią szerszego programu przesiedlenia, który miał objąć 60 tys. osób. Według Instytutu w Rosji nadal mobilizowano mężczyzn z mniejszości etnicznych. Dodatkowo mobilizacja spowodowała braki na rynku pracy, ponieważ w obawie przed powołaniem m.in. wyjechała pewna liczba pracowników administracji moskiewskiej, w tym ministerstw i banku centralnego. Tymczasem źródła rosyjskie podawały, że Ukraińcy przeprowadzili ataki lądowe na zachód od Swatowego i na Kreminnę. Z kolei Rosjanie przeprowadzili nieudane ataki w obwodzie donieckim oraz kontynuowali tworzenie pozycji obronnych i awaryjnych na wschodnim brzegu Dniepru. Ponadto ukraińscy partyzanci przeprowadzili atak na szefa administracji okupacyjnego w obwodzie zaporoskim.

### 26 października
Minister obrony Ołeksij Reznikow powiedział, że kontrofensywa w obwodzie chersońskim spowolniła, ponieważ siły ukraińskie stosowały taktykę małych kroków, odbijając poszczególne miejscowości. Później wiceminister obrony Hanna Malar stwierdziła, że na froncie trwała obrona pozycyjna, lecz na niektórych odcinkach miały miejsce pewne postępy sił ukraińskich. SG podał, że odparto rosyjskie ataki w pobliżu Bachmutu, Iwangradu, Sołedaru, Majorśka, Krasnohoriwki i Marjinki. W ciągu doby siły rosyjskie przeprowadziły cztery ataki rakietowe, 18 nalotów i ok. 50 ostrzałów artyleryjskich m.in. na Zaporoże, Kupiańsk i Drużkiwkę. Rosjanie umacniali swoje pozycje w obwodzie chersońskim i okopali się na wschodnim brzegu Dniepru. Wojska rosyjskie były także uzupełniane zmobilizowanymi żołnierzami, którzy pojawili m.in. w okolicach Zaporoża i Chersonia. Z kolei siły ukraińskie dokonały pięć ataków na Rosjan, m.in. koło Berysławia gdzie zniszczono miejsce koncentracji uzbrojenia i sprzętu wojskowego oraz składy z amunicją. Wiceszef kancelarii prezydenta Kyryło Tymoszenko podał, że w ciągu doby w wyniku ostrzałów na Ukrainie zginęło 11 cywilów, a 14 zostało rannych.
Według magazynu Foreign Policy Rosja próbowała rekrutować członków Korpusu Komandosów Afgańskiej Armii Narodowej, żołnierzy szkolonych przez US Navy Seals i Brytyjskie Siły Zbrojne. W ocenie ISW retoryka prezydenta Władimira Putina świadczyła o tym, że nie jest zainteresowany poważnymi negocjacjami z Ukrainą, utrzymując maksymalistyczne cele inwazji na Ukrainę, czyli zdobycie kraju i zmianę jego władz. Rosjanie próbowali zmusić siły ukraińskie do postawienia wojsk na północnej granicy kraju. Tymczasem źródła rosyjskie podały, że Ukraińcy prowadzili kontrofensywę na zachód od Swatowego i kontynuowali ataki w północno-zachodnim obwodzie chersońskim. Z kolei siły rosyjskie przeprowadziły ataki w obwodzie donieckim i kontynuowały przygotowywanie pozycji obronnych na zachodnim i wschodnim brzegu Dniepru w obwodzie chersońskim. Ponadto Rosja próbowała rekrutować obcokrajowców do walki na Ukrainie.

### 27 października
Gubernator Serhij Hajdaj stwierdził, że walki w obwodzie ługańskim przyjęły charakter wojny pozycyjnej, lecz siły ukraińskie robiły powolne postępy, systematycznie zdobywając teren i wypierając Rosjan. Ukraińcy atakowali w okolicach Swatowego i Kreminny. Ukraiński Sztab poinformował, że odparto 13 ataków w obwodzie ługańskim i donieckim, m.in. w okolicach Bachmutu i Awdijiwki. Rosjanie atakowali również Andrijiwkę i Biłohoriwkę, jednak wszystkie ataki zostały odparte. Na całej linii frontu siły rosyjskie używały rakiet, dronów, artylerii i lotnictwa do ataków na ukraińskie pozycje i obiekty cywilne; w ciągu 24h przeprowadziły jeden atak rakietowy, 15 nalotów i ponad 40 ostrzałów z wyrzutni rakietowych, w wyniku których ucierpiały m.in. Biłohirka, Nowa Kamianka, Nowohredniewe, Marjinka i Pawliwka.
Unia Europejska wyznaczyła generała dywizji Piotra Trytka do kierowania misją szkoleniową dla wojsk ukraińskich. Brytyjskie Ministerstwo Obrony poinformowało, że Rosja uzupełniła zmobilizowanymi żołnierzami część jednostek na zachód od Dniepru. Natomiast w ciągu ostatnich sześciu tygodniu rosyjskie siły lądowe przeszły do długotrwałej defensywy na większości frontu, ponieważ braki kadrowe i słabo wyszkoleni żołnierze zdolni byli jedynie do działań defensywnych. Zdaniem Ministerstwa Rosjanie aby odzyskać inicjatywę, musieliby odtworzyć wyższej jakości siły, zdolne do przeciwdziałania ukraińskim atakom i prowadzenia własnych ofensyw na dużą skalę. Według ISW prezydent Władimir Putin „odrzucał ideę suwerenności Ukrainy w sposób, który jest zasadniczo nie do pogodzenia z poważnymi negocjacjami. Stwierdził, że realną gwarancją suwerenności Ukrainy może być wyłącznie Rosja, która Ukrainę stworzyła”. Tymczasem źródła rosyjskie podały, że Ukraińcy prowadzili kontrofensywę w północno-wschodnim obwodzie charkowskim i wzdłuż linii Kreminna–Lisiczańsk oraz ograniczone ataki w obwodzie chersońskim. Z kolei siły rosyjskie kontynuowały ataki w obwodzie donieckim i przygotowywali linie obronne wzdłuż wschodniego brzegu Dniepru w obwodzie chersońskim. Armia rosyjska rozpoczęła wysyłanie zawiadomień o mobilizacji do cudzoziemców pracujących w Rosji. Ponadto urzędnicy rosyjscy zaczęli przejmować telefony komórkowe mieszkańców na zajętych terenacg w celu wsparcia organów ścigania i operacyjnych środków bezpieczeństwa.

### 28 października
Według SG Ukrainy w wyniku precyzyjnego ostrzału pod Majorskiem w obwodzie donieckim zginęło ok. 300 rosyjskich żołnierzy, a ok. 60 zostało lekko rannych. Ukraińcy odparli ataki w pobliżu miejscowości Wodiane, Kamianka i Newelske w obwodzie donieckim. W ciągu 24h Rosjanie przeprowadzili cztery ataki rakietowe, 25 nalotów i ponad 70 ostrzałów z wyrzutni rakietowych, atakując ok. 35 miejscowości w obwodach charkowskim, donieckim (Siewiersk i Preczystiwka), chersońskim (Dawydiw Brid i Mała Sejdemynucha) i mikołajowskim oraz wzdłuż linii frontu od obwodu czernihowskiego do mikołajowskiego. Z kolei w obwodzie chersońskim trwała „ewakuacja”, m.in. placówek medycznych, z których Rosjanie wywozili sprzęt i lekarstwa, a lekarzom nie pozwalali wchodzić do szpitali.
Stany Zjednoczone ogłosiły kolejny 24. pakiet pomocy wojskowej dla Ukrainy wartości 275 mln dolarów, który obejmie amunicję do systemów M142 HIMARS i haubic 155 mm, a także 125 pojazdów HMMWV, 1,3 tys. sztuk broni przeciwpancernej i cztery anteny do łączności satelitarnej. Sekretarz Obrony Lloyd Austin zapowiedział także, że na początku listopada na Ukrainę dotrą dwa pierwsze systemy przeciwlotnicze NASAMS.
W opinii ISW Rosjanie wyolbrzymiali swoje sukcesy w rejonie Bachmutu, chcąc stworzyć wrażenie sukcesu na jednym z frontów, jednak nie odnotowując tam większych osiągnięć. Według Siergieja Szojgu „częściowa mobilizacja” została zakończona; powołano 300 tys. rezerwistów, z czego 82 tys. trafiło na front, a 218 tys. przechodziło szkolenia. Tymczasem źródła rosyjskie donosiły, że Ukraińcy kontynuowali kontrofensywy w kierunku Kreminny i Swatowego oraz w północno-zachodnim obwodzie chersońskim. Z kolei siły rosyjskie kontynuowały ataki w obwodzie donieckim oraz rozmieszczały zmobilizowany personel i ustanawiały pozycje obronne na zachodnim brzegu Dniepru w obwodzie chersońskim. Władze rosyjskie ogłosiły zakończenie „ewakuacji” części obwodu chersońskiego. Według doniesień Rosjanie planowali na zajętych terenach narzucić cywilom obywatelstwo rosyjskie do 30 października, prawdopodobnie w celu zalegalizowania przymusowej mobilizacji w ramach jesiennego poboru. Ponadto administracja okupacyjna kontynuowała próby wymazania ukraińskiej historii, kultury i tożsamości narodowej na zajętych częściach Ukrainy.
OSW poinformował, że najcięższe walk trwały w obwodzie donieckim. Rosjanie bezskuteczne atakowali Bachmut oraz miejscowości na północny wschód i południowy zachód od miasta. Siły ukraińskie odpierały ataki na wschód od Siewierska, na obrzeżach Gorłówki, w rejonie Andrijiwki i na zachód od Doniecka. Rosjanie wznowili ataki w pobliżu Wełykiej Nowosiłki. Według doniesień ciężkie walki toczyły się na granicy obwodów charkowskiego i ługańskiego, gdzie Ukraińcy próbowali przełamać rosyjską obronę na wschód od Kupiańska, na kierunku Swatowego i wzdłuż rzeki Żerebeć. Siły ukraińskie odparli ataki w obwodzie charkowskim, na wschód od Wołczańska. Z kolei w obwodzie ługańskim wojsko rosyjskie powstrzymywało atak ukraiński na północny zachód od Kreminnej. Siły ukraińskie kontynuowały próby przełamania pozycji rosyjskich pomiędzy Dawydiwym Bridem i Dudczanami na północ od Chersonia oraz na zachód od miasta. Ponadto Rosjanie kontynuowali ataki na infrastrukturę krytyczną Ukrainy, lecz ich liczba uległa zmniejszeniu. Celami były Dniepr, Kramatorsk, Mikołajów i Zaporoże, a także obiekty w obwodach kijowskim, mikołajowskim, odeskim i winnickim. Artyleria rosyjska kontynuowała ataki na pozycje wzdłuż linii frontu. Z kolei Ukraińcy ostrzeliwali pozycje i zaplecze rosyjskie w obwodzie chersońskim i Donbasie. Celami największego ataku były baza paliw i stacja kolejowa w Szachtarsku. Odnotowano także działania dywersyjne w rejonie Melitopola i w Bałakławie.

### 29 października

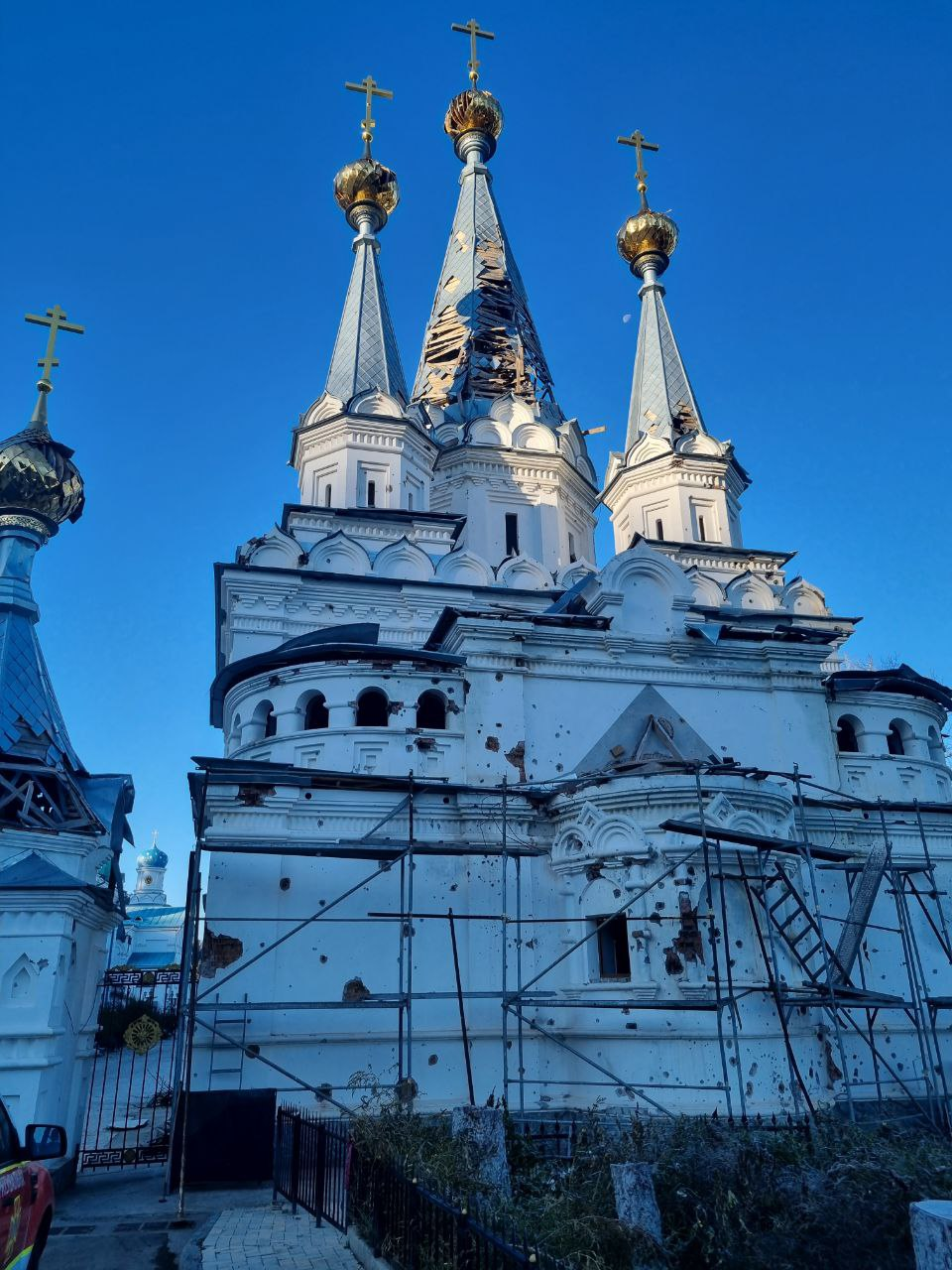
Ławra Świętogórska po walkach podczas rosyjskiej inwazji. Od czerwca do września 2022 roku Świętogórsk był okupowany przez Rosję, ale Ławra pozostawała pod kontrolą Ukrainy i była regularnie ostrzeliwana. DSNS donosiło o znalezieniu dwóch ciał pod gruzami budynków Ławry.

Sztab Ukrainy podał, że odparto ataki rosyjskie w obwodzie donieckim, m.in. w rejonie Jakowliwki, Bachmutu, Awdijiwki, Krasnohoriwki, Marjinki i Nowomychajłowki. W ciągu doby Rosjanie przeprowadzili pięć ataków rakietowych, 23 naloty i ponad 100 ostrzałów na ok. 45 miejscowości, w tym Słowiańsk, Siewiersk, Zaporoże i Nowooleksandrywka (obwód chersoński). Z kolei ukraińskie lotnictwo przeprowadziło 32 naloty, w tym 23 na miejsca koncentracji broni i sprzętu oraz sześć stanowisk przeciwlotniczych. Sztab poinformował również, że siły rosyjskie prowadziły przygotowania do obrony w miejscowościach w pobliżu Chersonia, m.in. do Kałanczaku przybyło stu funkcjonariuszy Rosgwardii z Groznego, a w Nowej Kachowce „rosyjskie służby specjalne podsłuchiwały rozmowy telefoniczne miejscowej ludności”. Z kolei The New York Times podał, że Ukraina na froncie południowym osiągnęła przewagę nad Rosją zarówno pod względem zasięgu, jak i precyzyjności ataków artyleryjskich, co w rezultacie umożliwiło powolny postęp w kierunku Chersonia.
O godzinie 4:20 czasu lokalnego miał miejsce skoordynowany atak przy pomocy pojazdów bezpilotowych na okręty Floty Czarnomorskiej w porcie w Sewastopolu. Według rosyjskiego komunikatu, brało w nim udział dziewięć dronów latających i siedem bezzałogowych motorówek. Według gubernatora Sewastopola, Michaiła Rasvozhayeva, rosyjska marynarka wojenna odparła atak, który był najpotężniejszy od czasu rozpoczęcia inwazji. Później pojawiły się doniesienia o uszkodzeniach niektórych okrętów Floty. Według rzecznika rosyjskiego Ministerstwa Obrony trałowiec projektu 266M „Iwan Gołubiec” został nieznacznie uszkodzony. Według niepotwierdzonych oficjalnie informacji,  uszkodzeniu uległa również fregata „Admirał Makarow”, okręt flagowy Floty. Rosja wykorzystała atak jako pretekst do zawieszenia umowy zbożowej z Ukrainą. Rosyjskie Ministerstwo Obrony stwierdziło, że atak został przeprowadzony z pomocą brytyjskiego personelu marynarki wojennej, która według Rosjan była odpowiedzialna również za ataki na gazociągi Nord Stream 1 i Nord Stream 2 na Morzu Bałtyckim. Rząd brytyjski odrzucił zarzuty.
Według ISW za atakiem na „fregatę klasy Grigorowicz, należącą do Floty Czarnomorskiej” w Sewastopolu prawdopodobnie stały siły ukraińskie, lecz nie przyznały się do ataku. Ministerstwo obrony Rosji podało, że Ukraińcy użyli siedmiu dronów w celu przeprowadzenia „ataku terrorystycznego przeciwko Flocie Czarnomorskiej i celom cywilnym w Sewastopolu”, jednak Instytut stwierdził, że "ataki na okręty wojenne w czasie wojny są uprawnionymi działaniami wojennymi, a nie aktami terroru. Jeśli to Kijów wydał rozkaz ataku, to byłaby to proporcjonalna odpowiedź na rosyjską kampanię bombardowań strategicznych, wymierzoną w cele cywilne na całej Ukrainie i prowadzoną w ostatnich kilku tygodniach". Tymczasem Ukraińcy skonsolidowali zdobycze i kontynuowali kontrofensywę wzdłuż linii Swatowe–Kreminna. Z kolei siły rosyjskie spowolniły tempo w wyniku ukraińskich ataków w rejonie Bachmutu oraz kontynuowały tworzenie pozycji obronnych na zachodnim brzegu Dniepru. Źródła rosyjskie twierdziły także, że Rosjanie rozpoczęli ofensywę w rejonie Wuhłedaru i osiągnęli marginalne postępy wokół Doniecka.

### 30 października
Według SG Ukrainy odparto rosyjskie ataki w obwodzie charkowskim, ługańskim (Biłohoriwka, Mychajliwka i Nowoseliwka) i donieckim (Awdijiwka, Bachmutśke, Wesełe, Wodiane, Majorśk, Marjinka i Novobakhmutivka). W ciągu 24h siły rosyjskie przeprowadziły cztery ataki rakietowe, pięć nalotów i ponad 90 ostrzałów z wyrzutni rakietowych, atakując ok. 20 miejscowości, w tym Kupiańsk, Siewiersk, Nowa Kamjanka, Bereznehuwate i Oczaków. Z kolei Ukraińcy przeprowadzili 21 ataków, w tym 15 na miejsca koncentracji broni i sprzętu, dwie umocnione pozycje i cztery na stanowiska przeciwlotnicze. Prezydent Zełeński stwierdził, że Rosjanie kontynuowali ostrzał na kierunkach: czernihowskim, charkowskim, dniepropietrowskim, mikołajowskim oraz Donbasie i Zaporożu. Ponadto najcięższe walki toczyły się wokół Bachmutu i Awdijiwki. Sztab poinformował także, że Rosjanie przygotowywali się do wycofania artylerii z prawobrzeżnej części obwodu chersońskiego; prawdopodobnie zostanie przerzucona na inne kierunki.
Brytyjskie MON podało, że Rosja od października wysłała na linię frontu kilka tys. rezerwistów, z czego wielu było słabo wyposażonych, a we wrześniu część zmobilizowanych żołnierzy przyjeżdżała na Ukrainę bez broni. Rezerwiści mieli najczęściej do dyspozycji stare karabinki karabinki AKM, z których wiele „ledwo nadawało się do użytku”. Ponadto AKM korzysta z amunicji o kalibrze 7,62 mm, podczas gdy regularne oddziały są uzbrojone w karabiny AK-74M lub AK-12 o kalibrze 5,45 mm. W ocenie ISW Rosja będzie kontynuować wojnę konwencjonalną w 2023 roku w celu utrzymania zajętych obszarów, zajęcia nowych i stworzenia warunków do załamania zachodniego wsparcia dla Ukrainy. Jest również mała szansa, że Rosjanie użyją broni jądrowej, o ile nie dojdzie do nagłej porażki sił rosyjskich, umożliwiającej niekontrolowany postęp Ukraińców. Według doniesień rosyjski generał porucznik Andriej Mordwiczew zastąpił generała pułkownika Aleksandra Łapina na stanowisku dowódcy Centralnego Okręgu Wojskowego. Tymczasem rosyjskie Ministerstwo Obrony i inne źródła donosiły o odparciu przez Rosjan ukraińskich ataków na Perszotrawnewe, Tabajewkę i Berestowe w obwodzie charkowskim. Siły rosyjskie przygotowywały się także do obrony Chersonia poprzez obronę w Biłozerce i Czarnobajewce oraz ostrzeliwały pozycje ukraińskie rejonie Berysławia. Źródła rosyjskie podawały również, że Rosjanie zdobyli Wodiane i Pawłówkę w obwodzie donieckim. Ukraińscy urzędnicy poinformowali, że siły rosyjskie nadal próbowały zmusić mieszkańców Nowej Kachowki do ewakuacji.

### 31 października
Sztab Ukrainy stwierdził, że siły rosyjskie próbowały atakować na północy obwodu donieckiego, jednocześnie utrzymując pozycje na zachodzie obwodu ługańskiego. Kontynuowano także ewakuację sprzętu z okolic Chersonia. Rosjanie przeprowadzili łącznie 60 ataków rakietowych, 15 nalotów i ponad 45 ostrzałów z wyrzutni rakiet, uderzając w ok. 50 miejscowości, w tym Sołedar, Wuhłedar, Jakowliwkę i Wesełe w obwodzie donieckim. W Kachowce wojska rosyjskie wysiedlały miejscowych mieszkańców, a wokół miejsc zamieszkania budowały umocnienia i przeszkody z min i materiałów wybuchowych. Ukraińskie lotnictwo przeprowadziło 14 ataków, głównie na miejsca koncentracji sprzętu, umocnione pozycje i stanowiska przeciwlotnicze, z kolei artyleria zniszczyła dwa punkty kontrolne, trzy miejsca koncentracji żołnierzy i sprzętu oraz inne obiekty rosyjskie. Ponadto Rosja przerzucała swoje oddziały na Białoruś. Według doradcy dowódcy Zjednoczonych Sił armii ukraińskiej Jewhenija Syłkina „Ukraina przygotowuje się do zagrożeń z tamtego kierunku, jednak na razie Rosjanie nie mają tam dostatecznych sił aby zaatakować. Do tej pory na Białoruś przerzucono około 4 tys. żołnierzy”.
Rosyjskie Siły Zbrojne wystrzeliły ok. 55 pocisków na infrastrukturę wojskową i energetyczną m.in. w Kijowie, Lwowie Charkowie, Zaporożu, Czerkasach i Kropywnyckim. Sztab Ukrainy stwierdził, że 45 rakiet zostało zestrzelonych. Według rzecznika sił powietrznych Jurija Ihnata były to rakiety Ch-101 i Ch-555, wystrzelone z bombowców Tu-95 i Tu-160 z rejonu obwodu rostowskiego oraz znad Morza Kaspijskiego. W wyniku ataków 13 osób zostało rannych. Według premiera Denysa Szmyhala trafiono ok. 18 obiektów. 80% mieszkańców Kijowa zostało pozbawionych wody, a 350 tys. mieszkań zostało bez prądu. Jeden z pocisków, zestrzelony przez Ukrainę, rozbił się na przedmieściach mołdawskiej wioski Naslavcea. Nie było doniesień o ofiarach, ale niektóre domy zostały uszkodzone przez wybuch.
Wieczorem prorosyjski gubernator obwodu chersońskiego Wołodymyr Saldo nakazał całkowitą ewakuację wszystkich miejscowości znajdujących się w odległości mniejszej niż 15 km od dolnego Dniepru poniżej zapory Nowa Kachowka i uzasadnił ten krok stwierdzeniem, że wojska ukraińskie chcą zniszczyć zaporę, planując zalać dolinę Dniepru. Armia ukraińska nie miałaby żadnych taktycznych korzyści z wyburzenia tamy w przeciwieństwie do sił rosyjskich, dlatego od dawna obawiano się, że to planowano; w opinii ISW „ta retoryka zapewne miała na celu przyspieszenie ewakuacji i stworzenie zasłony informacyjnej dla wycofywania się Rosjan z zachodniego brzegu Dniepru”. W rejonie Chersonia Rosjanie nadal przerzucali żołnierzy i ciężki sprzęt z zachodniego brzegu Dniepru na drugi brzeg, oczekując ukraińskiego natarcia w kierunku miasta. Ukraińscy kolaboranci zaczęli umacniać pozycje w Czornobajiwce, ostatniej miejscowości wzdłuż trasy M14 biegnącej na północ od Chersonia. Zdaniem Instytutu „aktywne działania na rzecz wzmocnienia obrony w tym miejscu wskazywały na obawy przed rychłą ofensywą ukraińską”. Tymczasem rosyjskie źródła donosiły, że Ukraińcy przeprowadzili operacje w północno-wschodnim obwodzie charkowskim i wzdłuż linii Swatowe–Kreminna oraz w obwodzie chersońskim. Z kolei Rosjanie kontynuowali ataki wokół Bachmutu i zrobili pewne postępy w rejonie Awdijiwka–Donieck. Ponadto Ministerstwo Obrony Rosji ogłosiło zakończenie „częściowej mobilizacji”.